# Joe Biden
Joseph „Joe“ Robinette Biden, Jr. [ˈdʒoʊsɨf rɒbɨˈnɛt ˈbaɪdən]IPA (* 20. listopadu 1942 Scranton, Pensylvánie) je americký politik za Demokratickou stranu a 46. prezident Spojených států amerických mezi lety 2021 a 2025. V letech 2009 až 2017 sloužil jako 47. viceprezident USA ve vládě Baracka Obamy a mezi roky 1973 až 2009 byl americkým senátorem za stát Delaware. V roce 2017 obdržel Prezidentskou medaili svobody.
Vystudovaný právník sloužil v Senátu 36 let a podpořil například Violence Against Women Act (Zákon proti násilí na ženách), vojenskou intervenci v Jugoslávii či válku v Iráku. Jako prezident prosazoval liberální politiku a podporoval Ukrajinu během ruské invaze.

## Osobní život a vzdělání

### Narození a původ
Joe Biden se narodil ve Scrantonu v Pensylvánii v katolické rodině jako nejstarší syn, měl sestru a dva bratry.
Otec Joseph Robinette Biden Sr. (1915–2002) byl rodák z Baltimoru. Příjmení Biden zdědil od svého pradědečka z otcovy linie, Williama Bidena, který se přistěhoval do Spojených států z Anglie. Druhé příjmení Robinette pochází od jiného Joeova pradědečka, který měl francouzské kořeny, zatímco rodiče manželky tohoto pradědečka se narodili v Irsku.
Matka Catherine Eugenia roz. Finnegan (1917–2010) se narodila ve Scrantonu v Pensylvánii, její předkové byli irského původu. Otec pocházel z relativně zámožné rodiny, v době narození nejstaršího syna Joea se však rodině finančně nedařilo, proto bydleli u rodiny Finneganovy. Otec tehdy nemohl najít stabilní práci. V roce 1953 se rodina přestěhovala do státu Delaware, nejprve do Claymontu a poté do Wilmingtonu. Otec začal úspěšně prodávat použité automobily a rodina se zařadila do střední třídy.

### Vzdělání
Studoval na katolické střední škole Archmere Academy v Claymontu, hrál ve školním týmu amerického fotbalu. Byl podprůměrný student, ale přirozený vůdce a byl předsedou třídy, i přes své problémy s koktavostí. Školu dokončil v roce 1961.

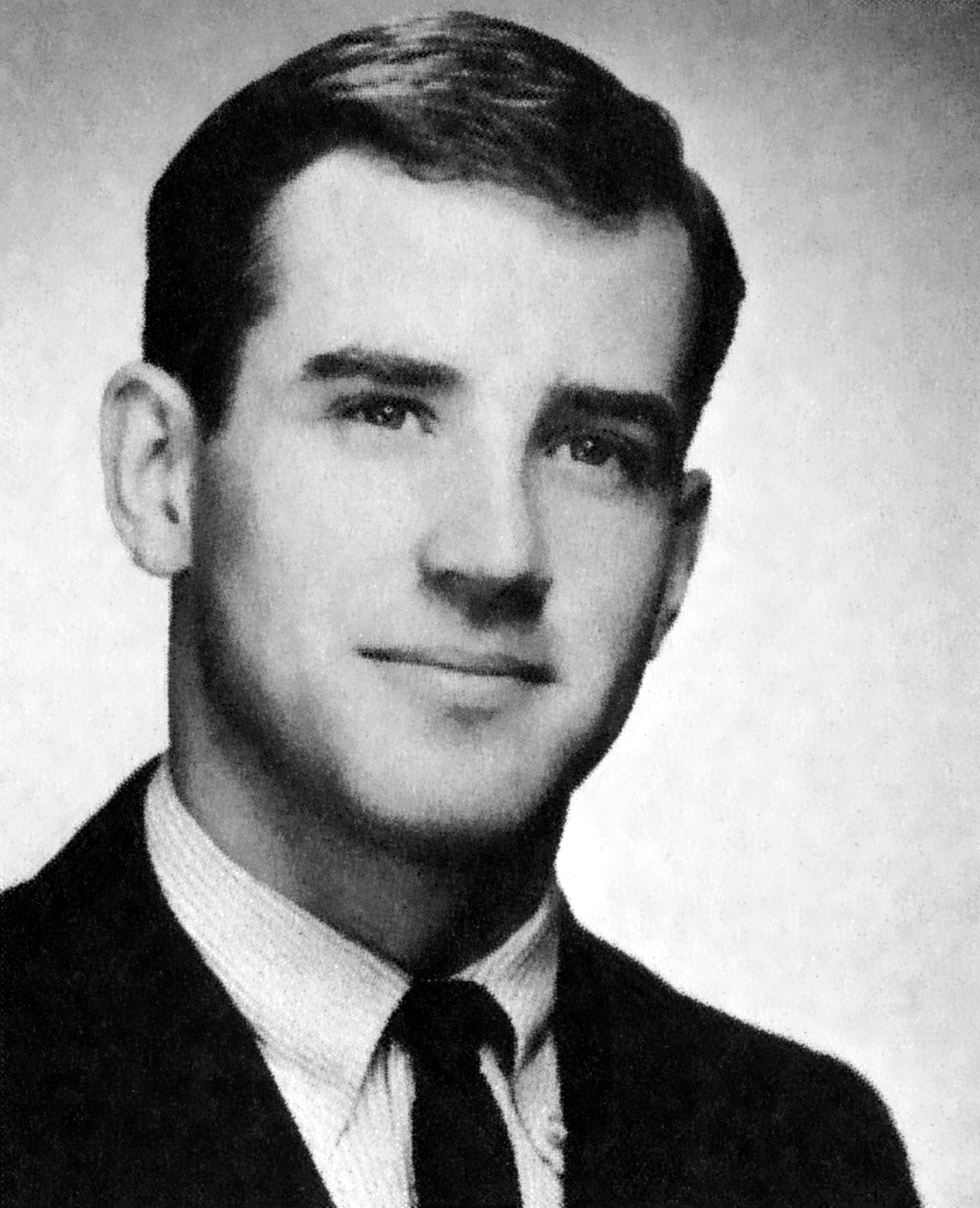
Joe Biden v roce 1965

Poté vystudoval na University of Delaware v Newarku historii a politické vědy, jeho studijní výsledky byly podprůměrné. Po získání bakalářského titulu studoval práva na Syracuské univerzitě, kde v roce 1968 získal titul doktora práv (Juris Doctor – J.D.).

### Soukromý život
Během studií se v roce 1966 oženil se svou spolužačkou Neilií Hunterovou. Manželé měli spolu tři děti. Syn Beau Biden se narodil v roce 1969, syn Hunter Biden v roce 1970 a dcera Naomi Christina v roce 1971.
Krátce poté, kdy byl v roce 1972 zvolen senátorem, jeho žena v prosinci těžce havarovala. Při vánočních nákupech nedala přednost při vjezdu na hlavní silnici nákladnímu vozu, který do jejich auta narazil. Při nehodě zahynula spolu s dcerou, oba synové byli těžce zraněni. Zvažoval, že se mandátu vzdá, senátor Mike Mansfield ho však přesvědčil, aby se politické kariéry nevzdával.
V době svého působení v Senátu USA, tedy 36 let, kvůli manželčině nehodě většinou dojížděl do Washingtonu více než hodinu vlakem ze svého domu ve Wilmingtonu. V roce 1975 se na schůzce naslepo, kterou zorganizoval jeho bratr, seznámil s Jill Tracy Jacobsovou. V roce 1977 se s ní oženil a v manželství s Jill Tracy Jacobsovou se narodila dcera Ashley (* 1981).
Starší syn z prvního manželství Beau Biden (1969–2015) byl právník, jenž v letech 2007–2015 z titulu generálního prokurátora zastával úřad ministra spravedlnosti státu Delaware. Mladší syn Hunter Biden (* 1970) je právník a lobbista.
Po inauguraci v lednu 2021 si přivedl do Bílého domu dva německé ovčáky, staršího Champa, kterého si Bidenovi pořídili v roce 2008 a který pošel v červnu 2021, a Majora, kterého adoptovali z útulku v roce 2018. Energický Major sídlo prezidenta opustil kvůli několika incidentům, kdy kousl zaměstnance a žije v klidnějším prostředí u rodinných přátel. Biden dostal na podzim 2021 od bratra tříměsíční štěně německého ovčáka. Commander přišel do Bílého domu v polovině prosince. Na konci ledna 2022 si Bidenovi přisvojili šedou mourovatou kočku, na kterou Jill Bidenová narazila na farmě v Pensylvánii během prezidentské kampaně a kterou pojmenovala Willow podle předměstí Filadelfie Willow Grove, kde vyrostla.
Biden nepije alkohol, podle jeho vyjádření je v jeho rodině alkoholiků už dost.
Dne 18. května 2025 bylo oznámeno, že mu byla diagnostikována agresivní forma rakoviny prostaty s metastázemi v kostech.

## Politické působení

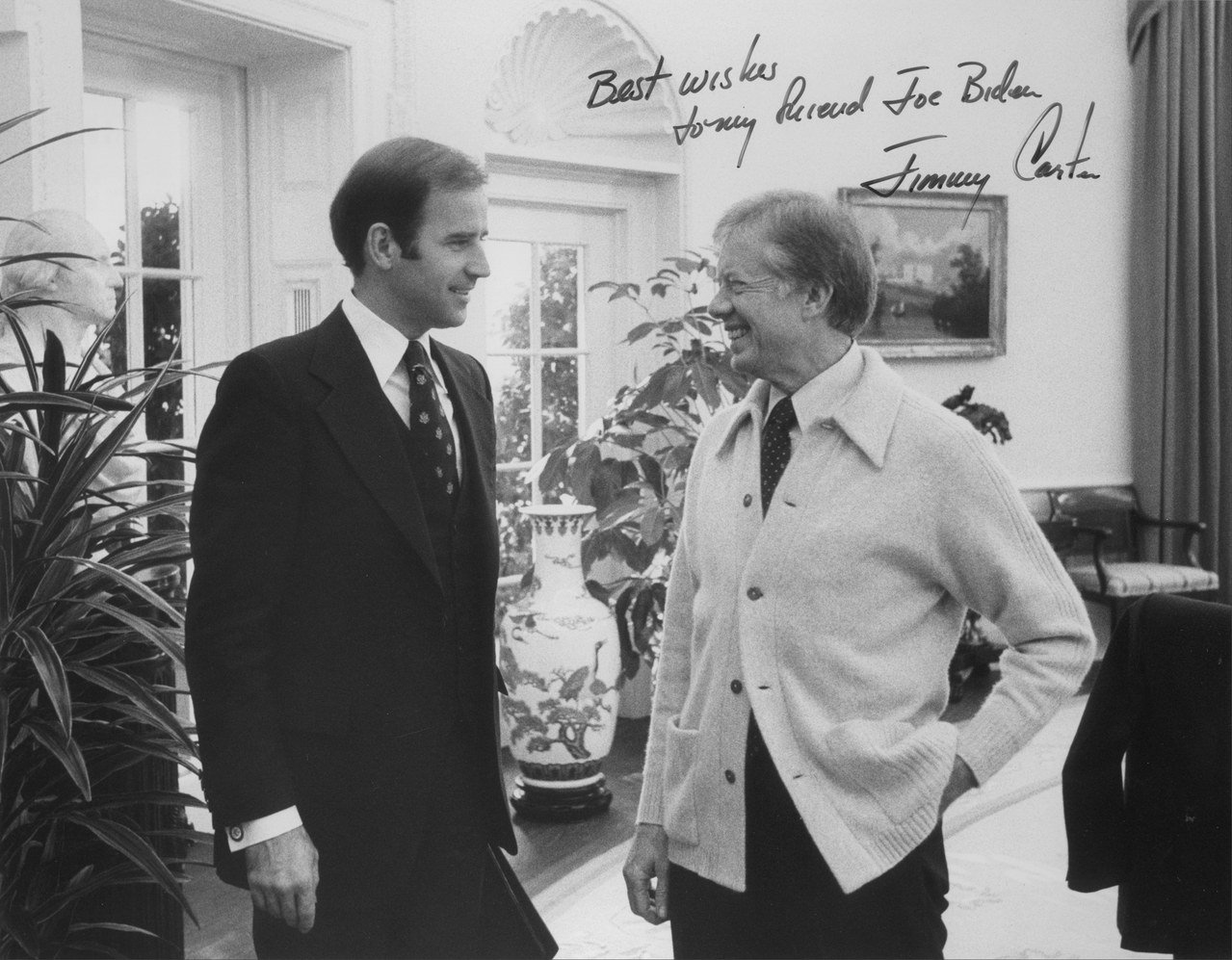
Senátor Joe Biden a prezident Jimmy Carter

### Počátky politické kariéry

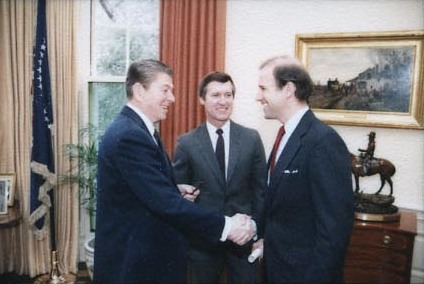
Prezident Ronald Reagan a Joe Biden, 1984

V roce 1968 začal pracovat jako advokátní koncipient ve Wilmingtonu, šéf jeho kanceláře byl republikán. Biden nepodporoval demokratického guvernéra kvůli jeho konzervativní rasové politice a podporoval jeho republikánského rivala. Richarda Nixona jako prezidentského kandidáta však nepodporoval.
V roce 1969 začal pracovat jako advokát a jeho nadřízený byl aktivní demokrat. Ten ho přesvědčil, aby se registroval jako demokrat. V roce 1970 byl již jako demokrat zvolen do okresní rady v New Castle, kde pracoval do roku 1972, spolu se svou advokátní praxí.

### Senátor (1973–2009)
V roce 1972 uspěl ve volbách do Senátu Spojených států ve státě Delaware. Svůj mandát nastoupil 3. ledna 1973; stal se sedmým nejmladším senátorem v historii USA. Poté porazil své republikánské vyzyvatele ve všech dalších volbách v letech 1978 (James H. Baxter, Jr.), 1984 (John M. Burris), 1990 (M. Jane Brady), 1996 a 2002 (Raymond J. Clatworthy) a 2008 (Christine O'Donnellová).
K roku 2009 byl šestým nejdéle sloužícím senátorem v Kongresu USA. Členem Senátu byl šest volebních období, nepřetržitě od ledna 1973 do 15. ledna 2009, kdy na funkci rezignoval jako zvolený viceprezident USA. Byl také předsedou vlivného senátního Výboru pro zahraniční vztahy (Foreign Relations Committee) a Výboru pro soudnictví (Judiciary Committee). Delawarská guvernérka Ruth Ann Minnerová na uprázdněné místo jmenovala dlouholetého člena senátu tohoto státu Teda Kaufmana. V doplňovacích senátních volbách v listopadu 2010 byl pak novým senátorem zvolen demokrat Chris Coons.

### Viceprezident (2009–2017)

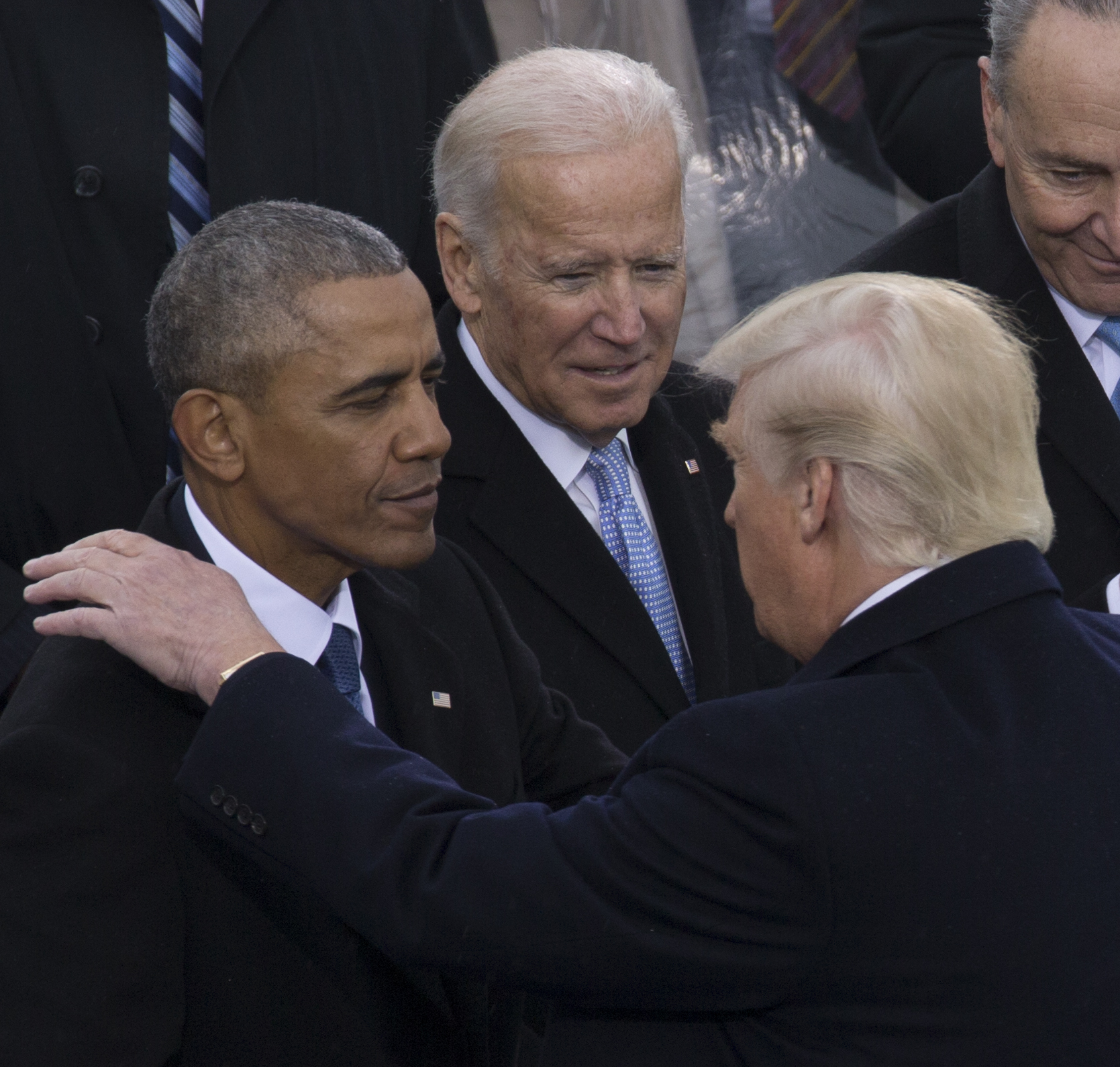
Joe Biden, Barack Obama a prezident Donald Trump během Trumpovy inaugurace v lednu 2017

V roce 1988 neúspěšně usiloval o prezidentskou kandidaturu za Demokratickou stranu. Boj o Bílý dům vzdal po zjištění, že během své kampaně lhal o svých akademických úspěších.
V roce 2008 svou prezidentskou kandidaturu stáhl 3. ledna po primárkách ve státě Iowa. Dne 23. srpna 2008 oznámil prezidentský kandidát Barack Obama, že za kandidáta na místo viceprezidenta za demokraty si vybral Joe Bidena, který mj. v Senátu zastával post předsedy Výboru pro zahraniční záležitosti.

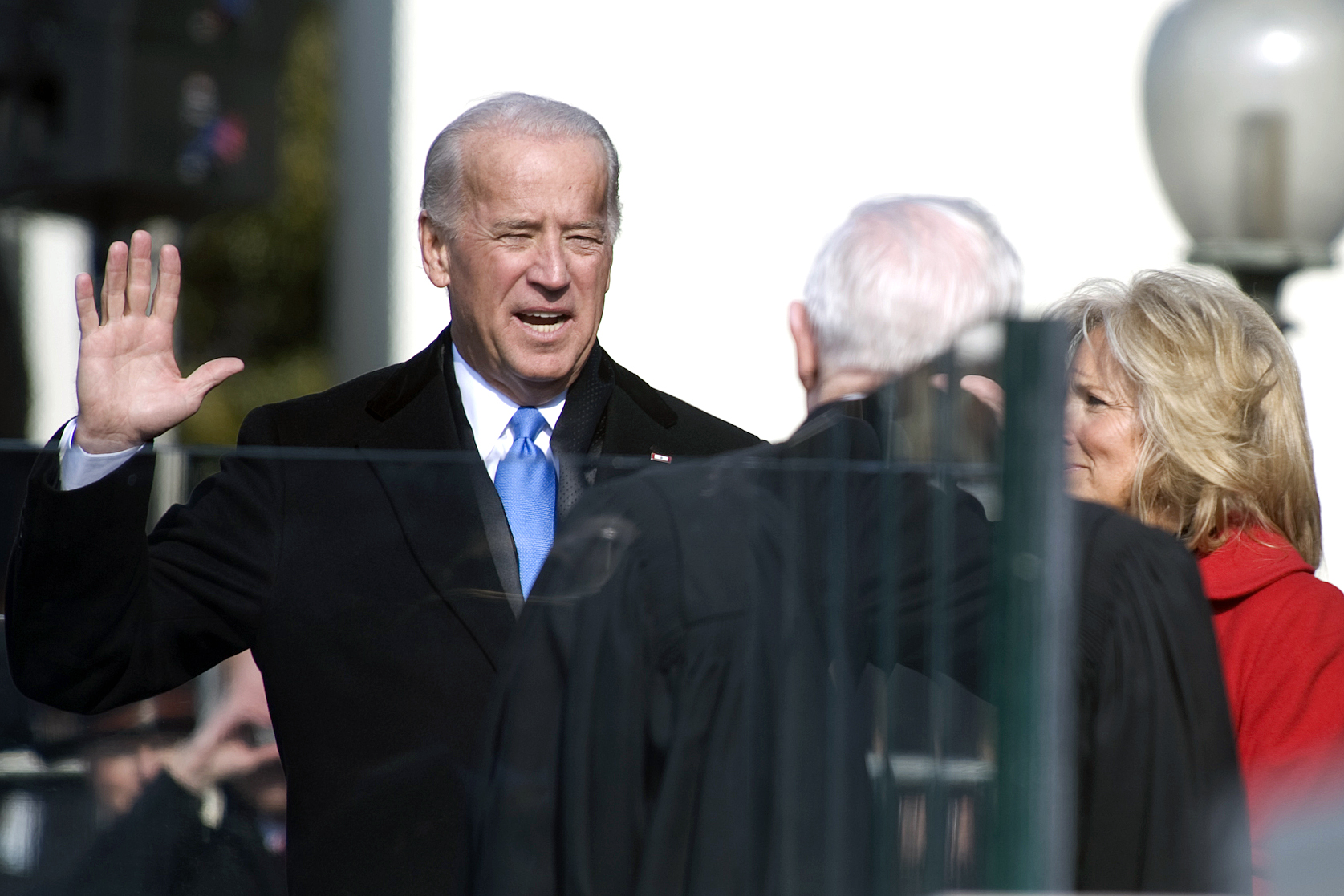
Biden skládá přísahu při uvedení do úřadu viceprezidenta USA, 20. ledna 2009

Večer 2. října 2008 absolvoval Biden jedinou televizní diskusi s viceprezidentskou protikandidátkou Sarah Palinovou. Diskuse byla klidná, ale nepřesvědčivá. Podle výsledků průzkumů veřejného mínění zadaných americkými televizemi CNN a CBS, provedených po duelu, byl prohlášen vítězem debaty. Zároveň ale podle velké většiny diváků si Palinová vedla lépe, než očekávali.
Dne 4. listopadu 2008 zvítězil Barack Obama v prezidentských volbách. Biden se tak stal zvoleným viceprezidentem USA, zároveň však zůstával členem Senátu. Dne 3. ledna 2009 složil senátorský slib do rukou viceprezidenta Dicka Cheneyho a senátorského mandátu se vzdal 15. ledna. Následně guvernér státu Delaware jmenoval jeho nástupce Teda Kaufmana, který zaujal místo v Senátu USA na další dva roky, než v roce 2010 došlo k předčasným senátním volbám na uvolněný post.

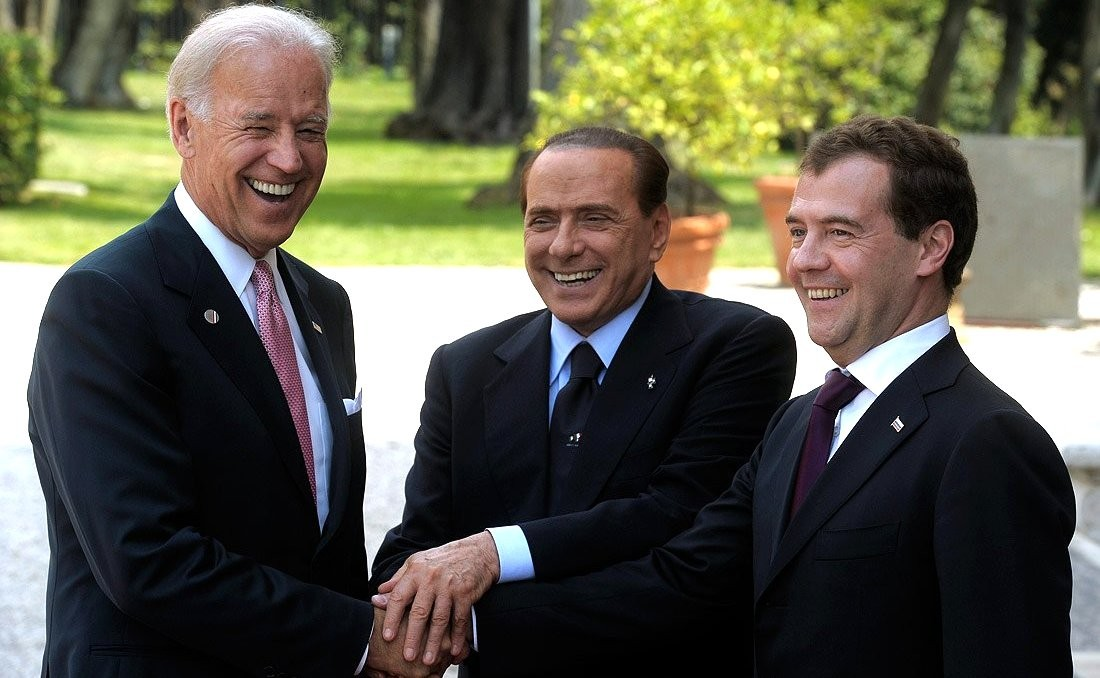
Biden, ruský prezident Dmitrij Medveděv a italský premiér Silvio Berlusconi v Římě v červnu 2011

Viceprezidentem USA se stal po složení slavnostního slibu v poledne 20. ledna 2009 krátce před slibem prezidenta Obamy. Biden se stal prvním politikem státu Delaware ve funkci viceprezidenta USA a také prvním římským katolíkem v tomto úřadu.
Dlouhodobě patří k nejoblíbenějším americkým politikům.
Joe Biden je znám jako dlouholetý kritik programu Národní raketové obrany, neboť podle něj odvádí pozornost a prostředky od mnohem reálnějších hrozeb. Nestavěl se proti výzkumu protiraketových systémů, ale v červnu 2002 odsoudil prezidenta George W. Bushe za jednostranné vypovězení smlouvy s Ruskem o omezení systémů protiraketové obrany (smlouva ABM). Podle Bidena šlo o krok, který podkopal snahy USA o omezení šíření jaderných zbraní.

Obamova administrativa, ve které Biden sloužil jako viceprezident, pokračovala v budování protiraketové obrany v Rumunsku a Polsku navzdory ostrým protestům ze strany Ruska, které americkou protiraketovou obranu v Evropě označilo za porušení Smlouvy o likvidaci raket středního a krátkého doletu z roku 1987, protože systém by mohl být využit i k odpálení jaderných střel. V roce 2010 vedl úspěšné administrativní úsilí k senátnímu odsouhlasení nové smlouvy START s Ruskem o snížení počtu strategických zbraní.

### Mezi viceprezidentem a prezidentem (2017–2019)
Po odchodu z funkce viceprezidenta se Biden stal čestným profesorem na Pensylvánské univerzitě, kde založil Penn Biden Center for Diplomacy and Global Engagement. V této pozici zůstal až do roku 2019, než se začal ucházet o prezidentský úřad.
V roce 2017 Biden napsal memoáry Promise Me, Dad a vydal se na knižní turné. Do roku 2019 spolu s manželkou uvedli, že od konce svého viceprezidentství vydělali na přednáškách a prodeji knih přes 15 milionů dolarů.
Biden zůstal ve veřejném prostoru, podporoval demokratické kandidáty a zároveň se nadále vyjadřoval k politice, zejména pak ke klimatické krizi a prezidentství Donalda Trumpa. Nadále se také vyjadřoval ve prospěch práv LGBT a pokračoval v prosazování témat, s nimiž byl více spojován během svého viceprezidentství.
V roce 2018 pronesl smuteční řeč na pohřbu senátora Johna McCaina, v níž vyzdvihl McCainovo přijetí amerických ideálů a bipartajní přátelství. Zároveň dlouhodobě pokračoval v podpoře výzkumu léčby rakoviny.

### Volby prezidenta USA 2020

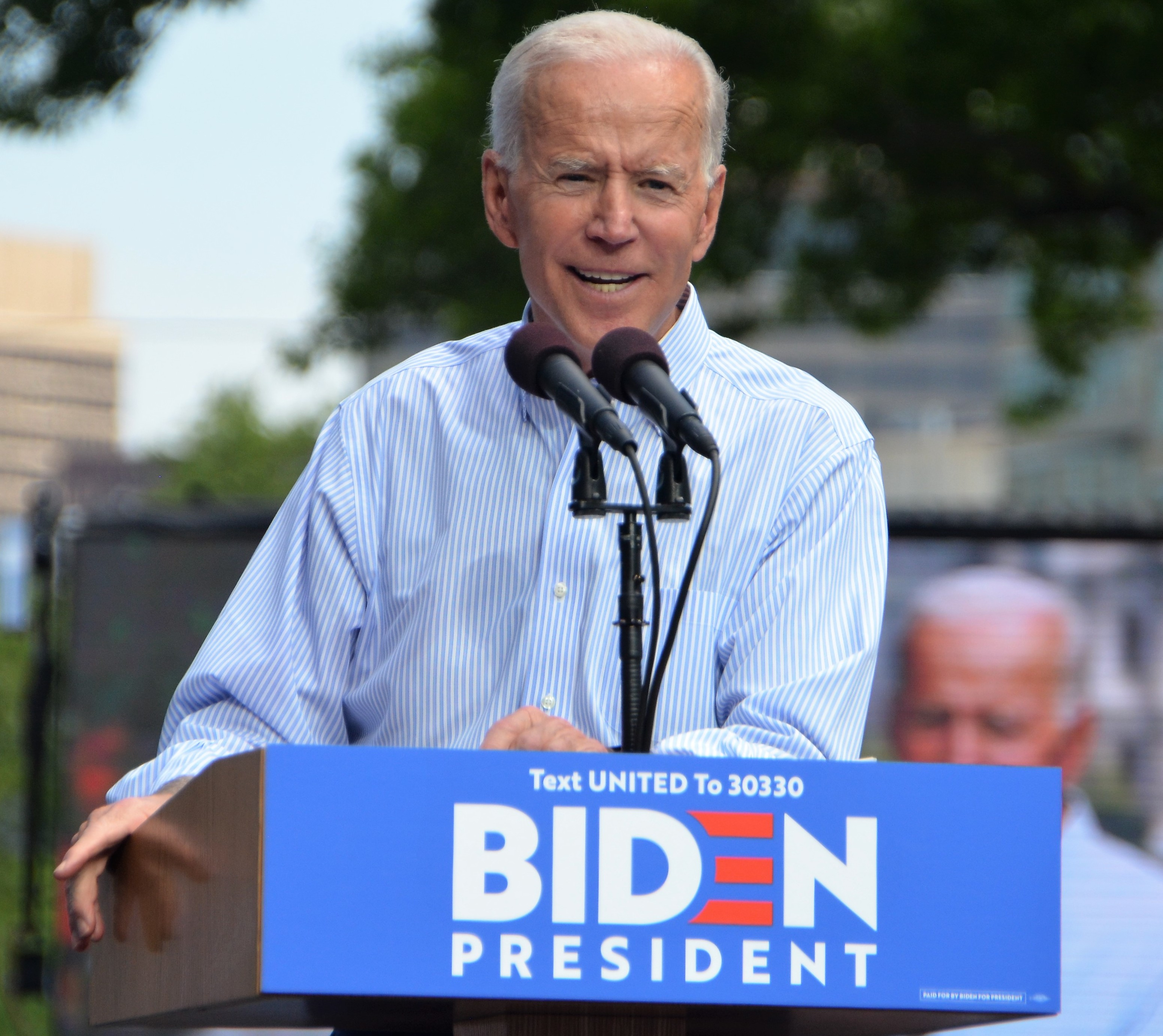
Biden spouští svou prezidentskou kampaň, 2019

V letech 2016 až 2019 média často zmiňovala Bidena jako pravděpodobného kandidáta na prezidenta v roce 2020. Na otázku, zda bude kandidovat, odpovídal různě a nejednoznačně: „Nikdy neříkej nikdy.“ V lednu 2018 vznikl politický akční výbor s názvem Time for Biden (česky Čas pro Bidena), který usiloval o Bidenův vstup do volebního klání. Dne 25. dubna 2019 nakonec zahájil kampaň, přičemž uvedl, že ho ke kandidatuře přiměla obava z Trumpovy vlády a pocit „povinnosti“.

#### Prezidentská kampaň

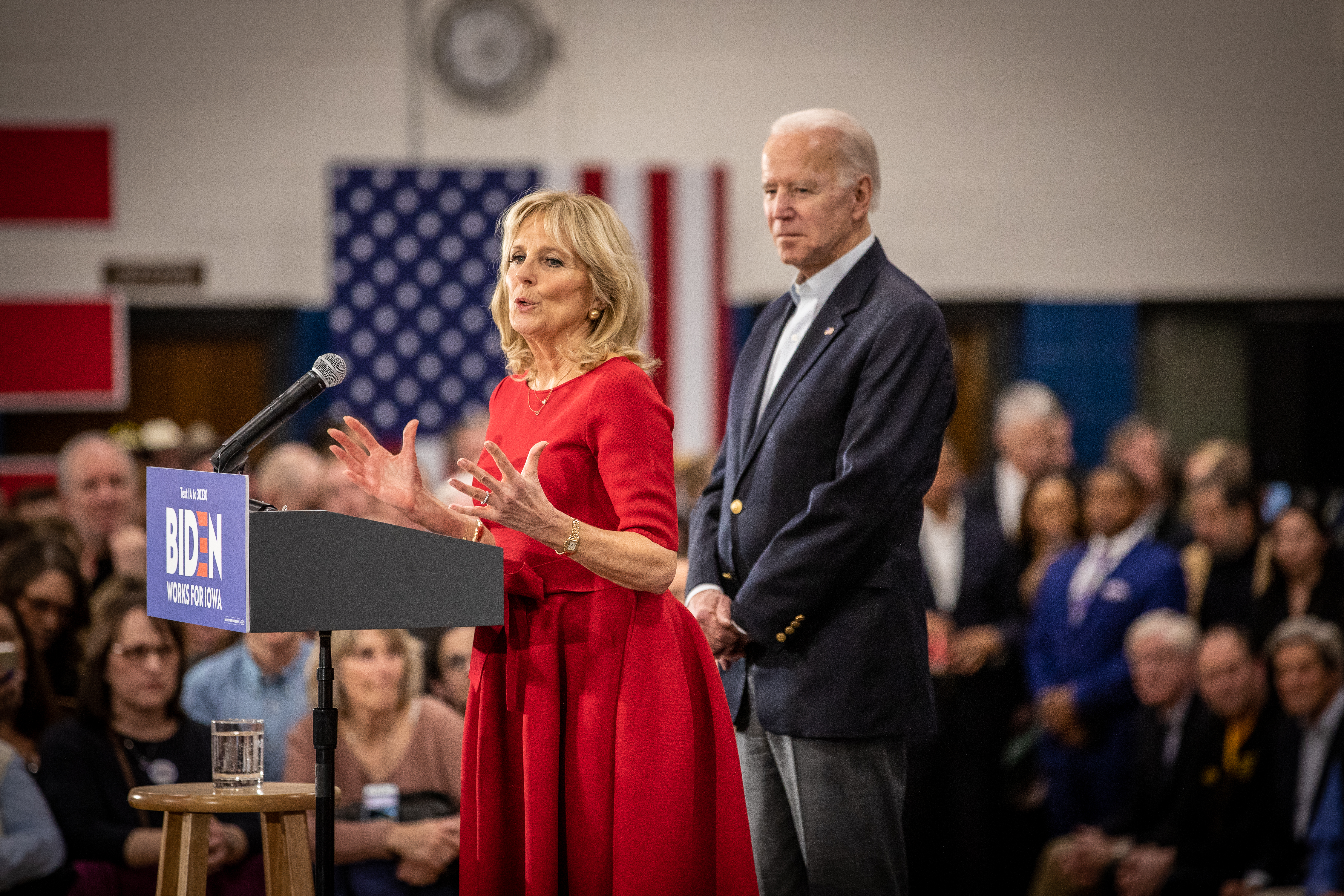
Bidenova manželka Jill, nastupující první dáma USA

Během kampaně před volbou prezidenta USA 2020 se dopustil mnoha slovních přešlapů. Bývalý prezident USA Donald Trump o něm prohlásil: „Opravdu někdo věří, že je mentálně fit na to, aby byl prezidentem?“ Sám Biden připustil, že je „stroj na přežblepty“. Biden byl během úvodních měsíců kampaně považován za nadějného uchazeče o kandidáta vybraného z předvoleb Demokratické strany. Jeho podpora však začala postupně opadat, kvůli čemuž se rozhodl v listopadu 2019 kandidovat newyorský miliardář Michael Bloomberg.
Během hlasování v demokratických primárkách v několika prvních státech dosáhl Biden špatných výsledků – 4. místo v Iowě, 5. místo v New Hampshiru a 2. místo s velkým odstupem za Berniem Sandersem v Nevadě. Jeho kampaň revitalizovalo přesvědčivé vítězství v Jižní Karolíně v sobotu 29. února. V neděli 1. března ukončil svou kandidaturu a podpořil Bidena Pete Buttigieg, o den později udělala totéž Amy Klobucharová. V předvečer volebního superúterý Bidena podpořil také Beto O'Rourke, který prezidentskou kampaň ukončil 1. listopadu 2019. Po Bidenově vítězství v 10 ze 14 států v úterý 3. března a celkovém vedení v počtu volitelů (před druhým Sandersem) ukončil svou kampaň a vyjádřil podporu Bidenovi také newyorský mediální magnát Michael Bloomberg. K 9. březnu 2020 podpořili Bidena další bývalí kandidáti Cory Booker, John Delaney, Kamala Harrisová, Deval Patrick a Tim Ryan. Podle volebního modelu zpravodajského webu FiveThirtyEight byl Joe Biden po tzv. superúterý již jasným favoritem primárních voleb Demokratické strany.
Po odstoupení senátora Bernieho Sanderse z primárek se stal jediným vážným uchazečem o kandidaturu v rámci Demokratické strany. Jeho kampaň však byla brzděna koronavirovou krizí. Zavázal se, že si jako kandidáta na viceprezidenta Spojených států vybere ženu. Dne 11. srpna 2020 oznámil, že se takovou spolukandidátkou stala americká senátorka z Kalifornie Kamala Harrisová.
Dne 18. srpna 2020 byl Joe Biden oficiálně nominován jako prezidentský kandidát za Demokratickou stranu.
Dne 3. listopadu 2020 vyhrál volby nad republikánským kandidátem Donaldem Trumpem a 6. ledna jej v kongresu zvolili prezidentem.

Po Johnu Fitzgeraldovi Kennedym se stal druhým katolíkem zvoleným do funkce prezidenta USA. S 81 miliony získanými hlasy byl zvolen historicky největším počtem voličů. V 78 letech se stal nejstarším americkým prezidentem v historii. Při své inauguraci dne 20. ledna 2021 složil ústavou předepsanou přísahu do rukou předsedy Nejvyššího soudu Johna G. Robertse, a stal se tak 46. prezidentem Spojených států amerických.

## Prezident USA (2021–2025)

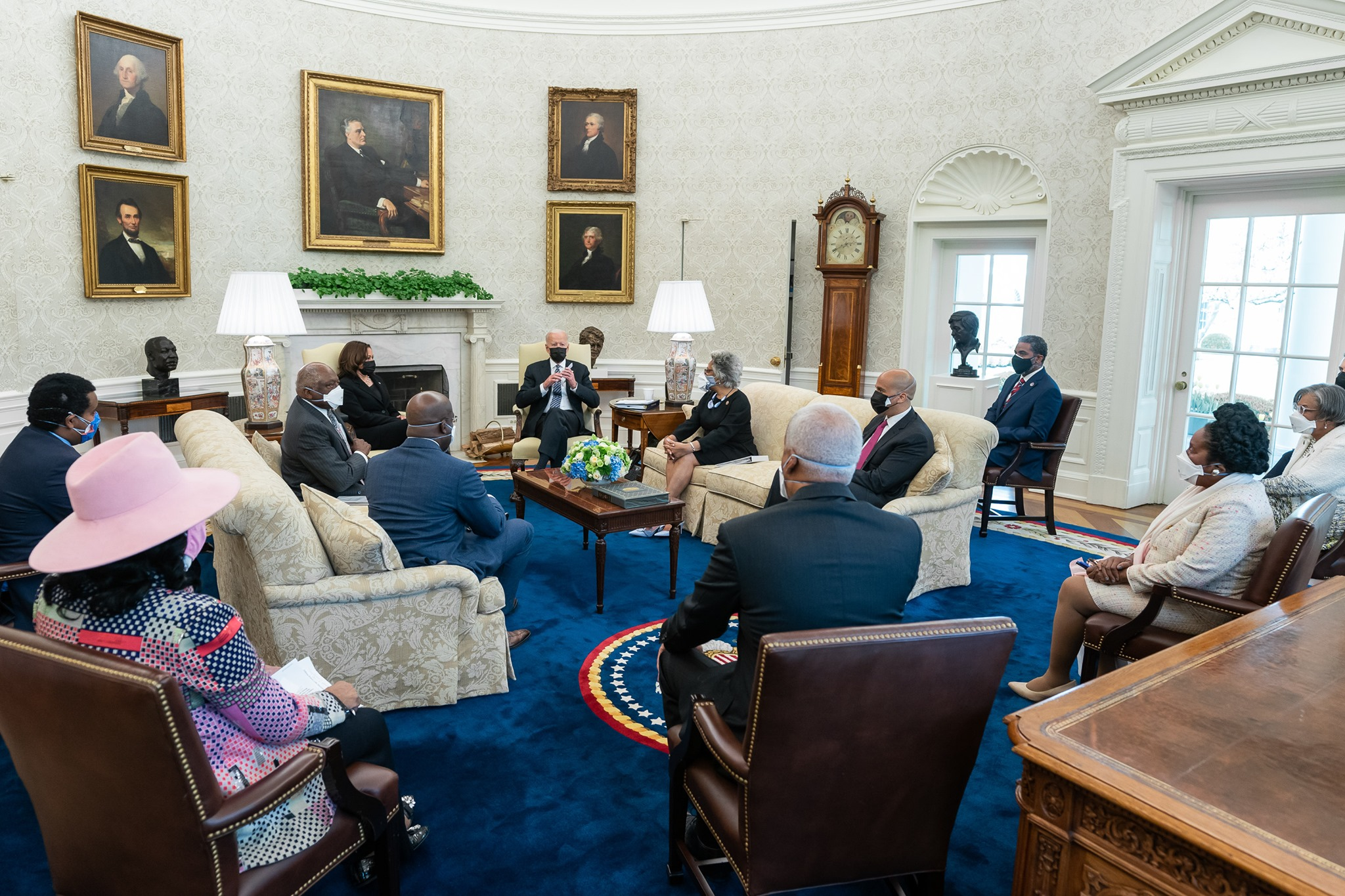
Biden a Kamala Harrisová se členy Congressional Black Caucus (černošského klubu amerického Kongresu)

Vstřícná imigrační politika Bidenovy administrativy způsobila podle některých kritiků nárůst nelegální migrace do Spojených států a krizi na americko-mexické hranici. V lednu 2021 prezident Biden podepsal výkonné nařízení, kterým zastavil stavbu zdi na hranicích USA a Mexika, jejímž cílem bylo omezit nelegální imigraci do Spojených států. Prezident Biden pověřil v březnu 2021 řešením migrační krize viceprezidentku Kamalu Harrisovou. Reálně však Biden ve svém období deportoval více migrantů, než Trump.
Biden podporoval jadernou energii jako jeden z pilířů bezemisní energetiky, jejíž rozvoj pomůže v boji proti změnám klimatu. Byl odpůrcem stavby plynovodu Nord Stream 2, který měl přivádět zemní plyn z Ruska do Německa po dně Baltského moře, protože měl podle USA obejít Ukrajinu a zvyšovat tak riziko ozbrojeného konfliktu v Evropě. Biden proto zvažoval uvalení sankcí, které by zabránily dokončení NS2, avšak po jednání Bidena s Angelou Merkelovou v červenci 2021 přestala vláda USA dokončení projektu bránit. K ozbrojenému konfliktu pak došlo invazí Ruska na Ukrajinu v únoru 2022.

#### 2021

##### Leden až březen

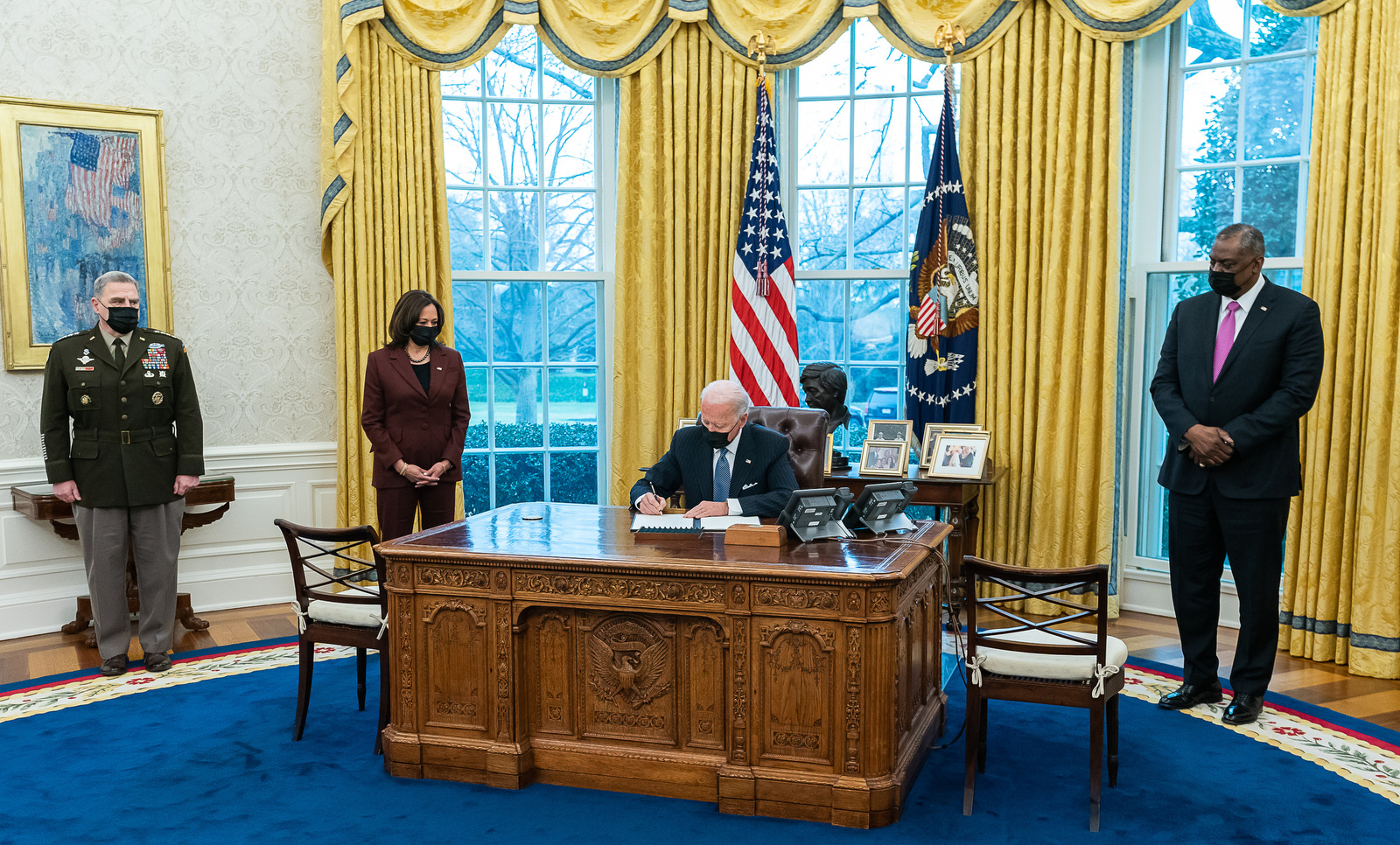
Biden, po jehož boku stojí ministr obrany Lloyd Austin, podepisuje dekret týkající se transgenderových osob v armádě

Dne 20. ledna 2021 proběhla slavnostní inaugurace Joea Bidena jako 46. prezidenta USA před budovou Kapitolu Spojených států ve Washingtonu, D.C. Kvůli pandemii covidu-19 se akce nemohlo zúčastnit mnoho lidí, přítomní lidé museli mít zakryté dýchací cesty a dodržovat rozestupy. Inaugurace se nezúčastnil dosavadní prezident Donald Trump, což je poprvé za 152 let, kdy se úřadující prezident nezúčastnil inaugurace svého nástupce.
Stejného dne podepsal 15 nových exekutivních případů, mezi nimi například návrat k pařížské dohodě, zastavil stavbu zdi na hranici s Mexikem, zrušil zákaz cestování do USA z několika muslimských zemí nebo zastavil odchod USA ze Světové zdravotnické organizace.
Dne 25. ledna zrušil nařízení prezidenta Donalda Trumpa, které zakazovalo transgenderovým osobám se změněným pohlavím sloužit v americké armádě.

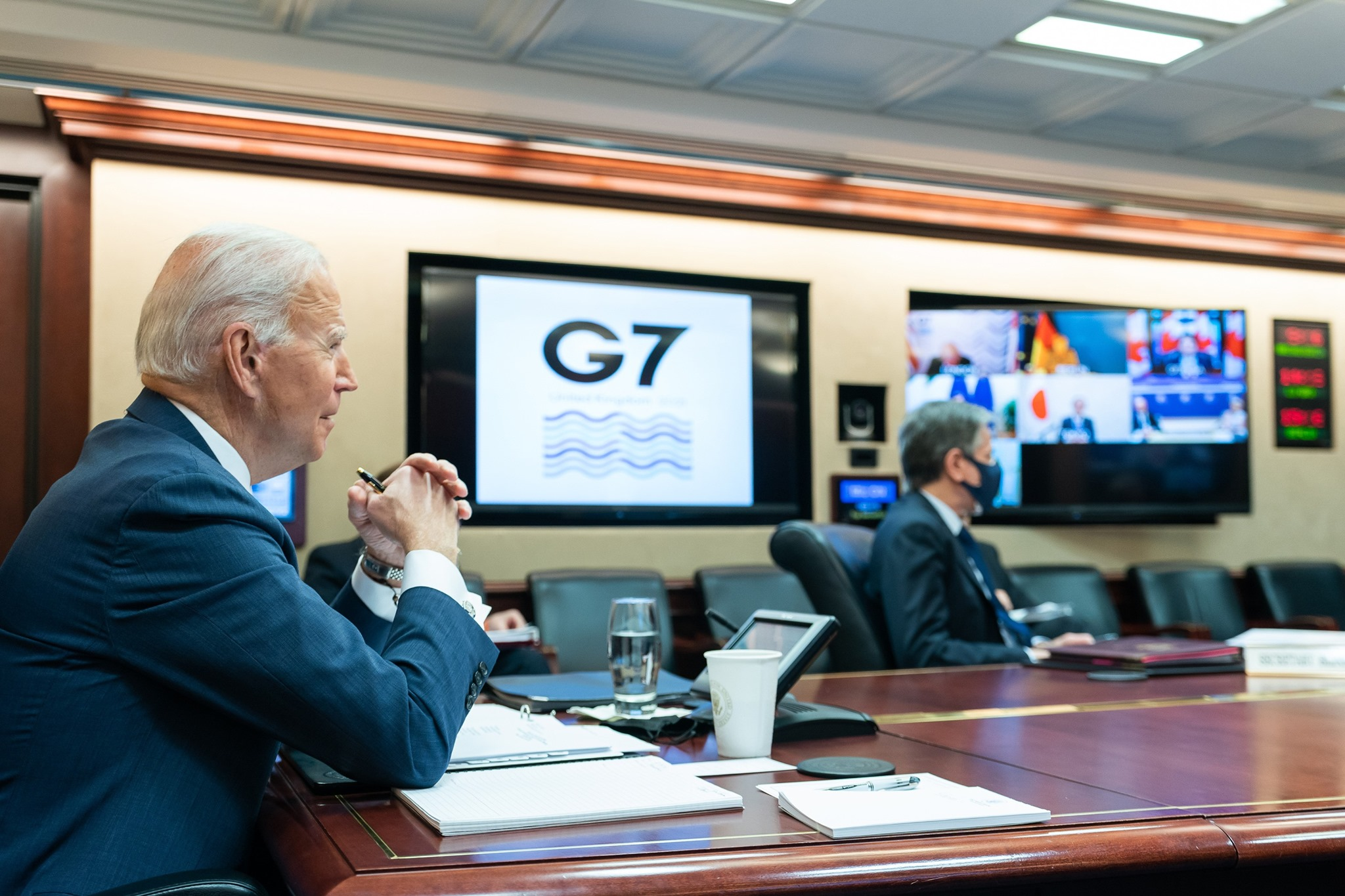
Biden na online summitu G7

Dne 4. února podepsal příkaz o obnovení programu přijímání uprchlíků, dále uvedl, že zvýší jejich roční kvótu na 125 tisíc.
Téhož dne také uvedl, že Spojené státy se nebudou podílet na vojenské intervenci Saúdské Arábie v Jemenu, ale Saúdskou Arábii jako svého spojence budou i nadále podporovat.
Dne 11. února poprvé telefonoval s čínským prezidentem Si Ťin-pchingem. Biden v telefonátu mimo jiné řekl, že si dělá starosti kvůli porušování lidských práv v provincii Sin-ťiang, opatření v Hongkongu či chování Číny vůči Tchaj-wanu.
Dne 15. února oznámil uvalení sankcí na organizátory vojenského převratu v Myanmaru.
Dne 19. února se poprvé ve funkci prezidenta zúčastnil summitu G7.
Dne 9. března Biden udělil dočasné povolení k pobytu občanům Venezuely, kteří uprchli před krizí ve své zemi.

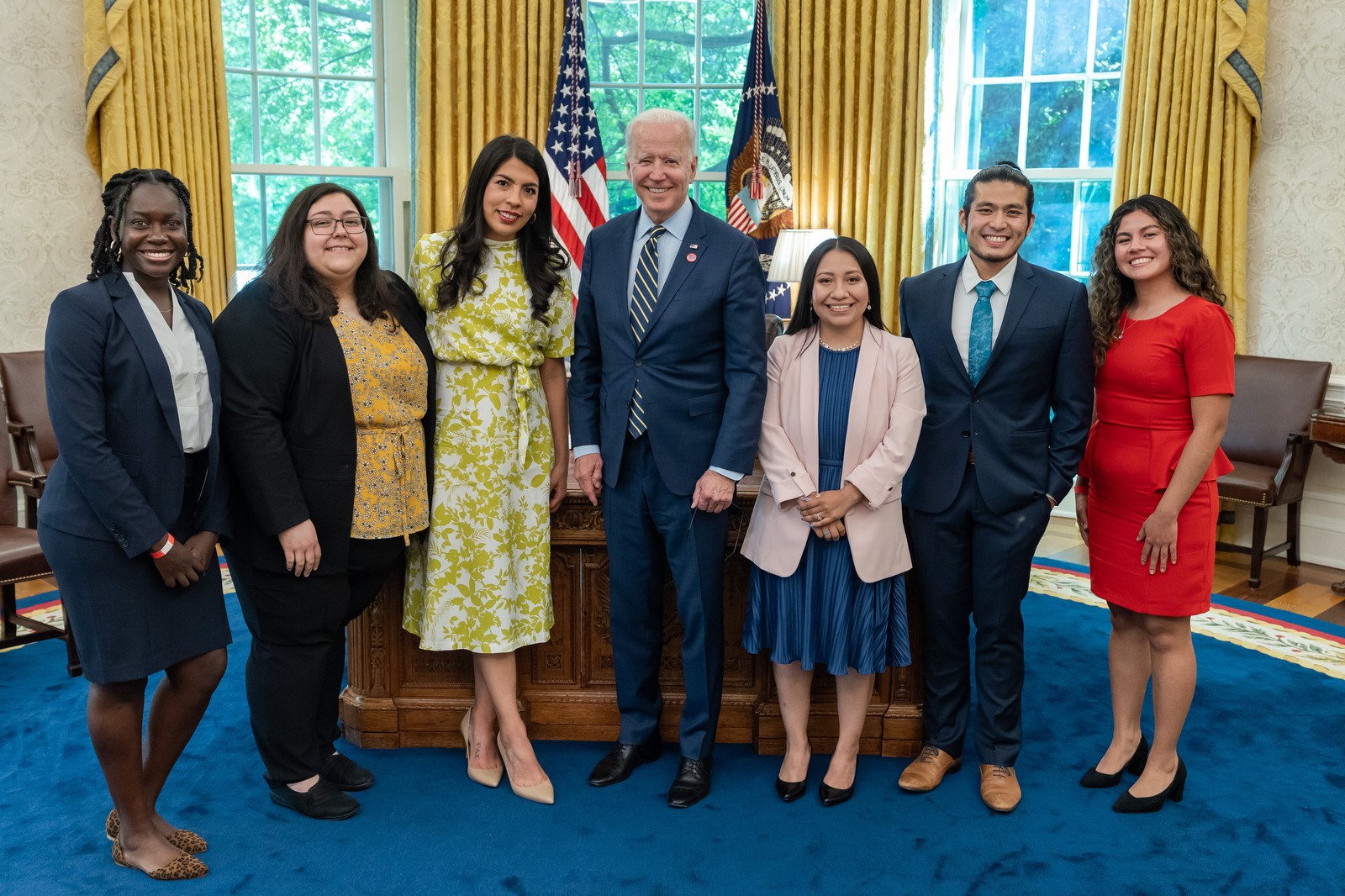
Biden a dětští ilegální imigranti, které chrání před deportací dekret dřívějšího prezidenta Obamy

Dne 10. března Kongres Spojených států schválil 1,9 bilionu dolarů na podporu ekonomiky zasažené pandemií koronaviru.
Dne 26. března velvyslankyně při OSN Linda Thomasová-Greenfieldová uvedla, že Biden obnovuje programy na podporu Palestiny.

##### Duben až červen

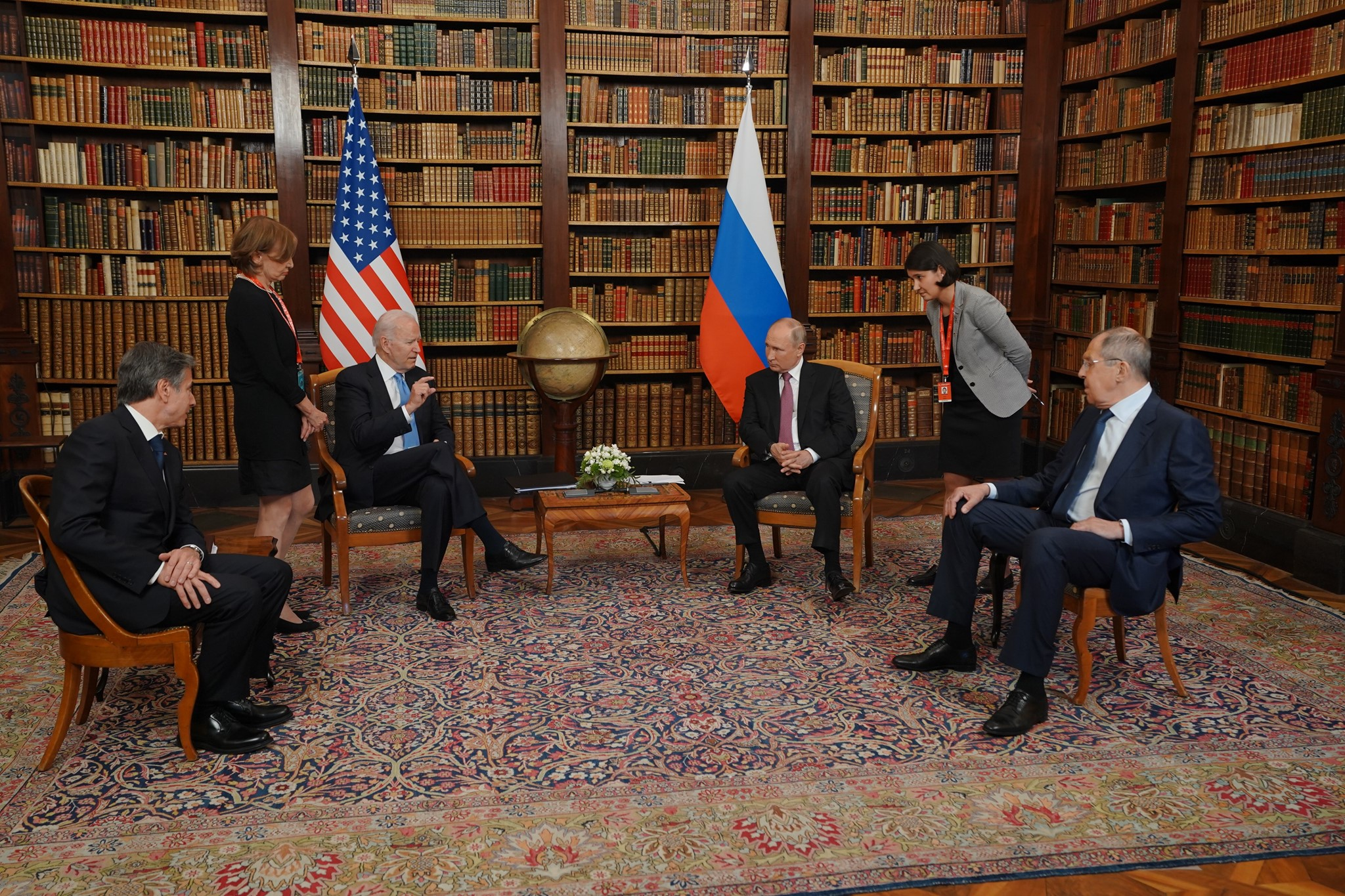
Setkání Joa Bidena a Vladimira Putina v Ženevě

Ministr zahraničí Antony Blinken prohlásil, že Biden nemá v úmyslu změnit rozhodnutí předchozí Trumpovy administrativy, která souhlasila s uznáním nároků Maroka na sporné území Západní Sahary, která byla v rozporu s mezinárodním právem anektována Marokem v 70. letech 20. století.
Po týdnu izraelsko-palestinských střetů vyzval Biden 17. května k ukončení bojů a k příměří mezi Izraelem a teroristickým hnutím Hamás.
Biden zmírnil sankce proti ruskému plynovodu Nord Stream 2, které na projekt uvalila předchozí Trumpova administrativa. Rusko označilo zmírnění sankcí za šanci k postupné normalizaci americko-ruských vztahů.
Dne 26. května 2021 pověřil prezident Biden americké tajné služby, aby mu do 90 dnů podaly výsledky vyšetřování, zda virus nemoci covid-19 (SARS-CoV-2) unikl z laboratoře v čínském městě Wu-chan či nikoliv. Existují pochybnosti, že byl virus přenesen na lidi ze zvířat. Na tuto zprávu reagovala oficiální čínská místa rozhořčeně.
Dne 16. června 2021 se Biden a jeho ruský protějšek Vladimir Putin sešli k jednání v Ženevě, kde hovořili o změnách nedávno prodloužené smlouvy Nový START o snižování počtu jaderných zbraní, o lidských právech a o dalších tématech. Biden prohlásil, že je třeba se vyhnout nové studené válce.

##### Červenec až prosinec
V první polovině srpna 2021 začal prezident Biden na základě dohody z Dauhá, podepsané s Tálibánem během funkčního období předcházejícího prezidenta, stahovat americké vojáky z Afghánistánu, i když byl podle zpráv před možnými následky tohoto kroku varován americkými rozvědkami. Tálibán vzniklé situace využil a začal rychle obsazovat většinu afghánského území, které neměl doposud pod kontrolou, včetně hlavních měst téměř všech provincií. Hlavní město země Kábul padlo do rukou Tálibánu dne 15. srpna 2021, čímž se Tálibán fakticky ujal vlády nad celým Afghánistánem. Možnost tohoto rychlého zvratu předtím Biden popíral. Dne 16. srpna 2021 vystoupil Biden s projevem, v němž obvinil afghánskou armádu ze zbabělosti. Po nečekaném rychlém ovládnutí Kábulu tálibánskými ozbrojenci zůstalo v zemi až 15 000 Američanů (včetně vojáků). Následně čelil Biden silné kritice jak v USA, tak v zahraničí za způsob, kterým byly prováděny stahování americké armády a evakuace civilistů z Afghánistánu. Pád Kábulu byl některými kritiky přirovnán k pádu Saigonu v roce 1975.

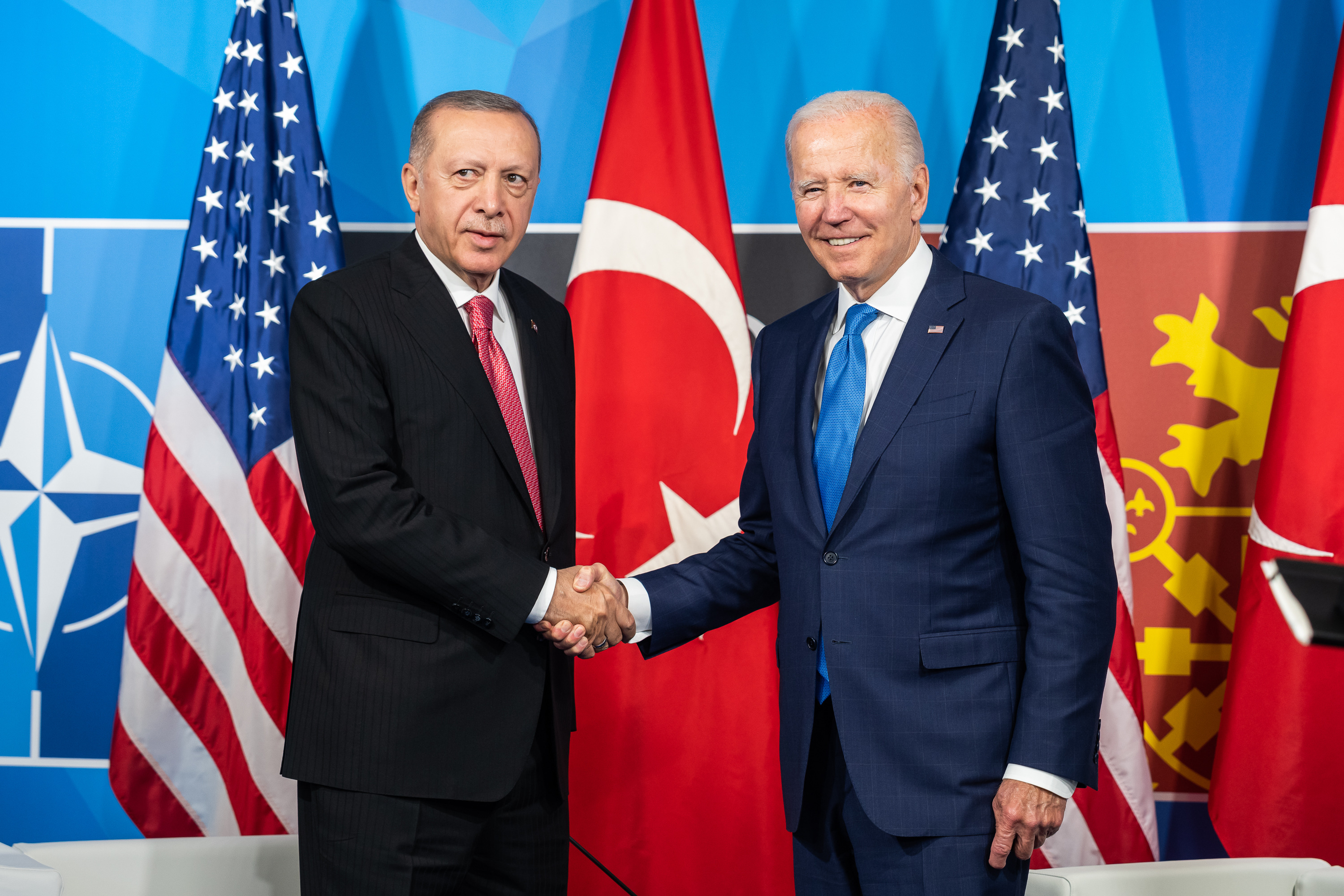
Biden a turecký prezident Recep Tayyip Erdoğan na summitu NATO v Madridu v červnu 2022

Dne 9. listopadu 2021 podstoupil prezident Biden kolonoskopii, vyšetření prováděné v narkóze. Proto byl v časovém období od 10.10 do 11.35 hodin aktivován XXV. dodatek americké ústavy a Biden předal na tuto dobu své pravomoci Kamale Harrisové jako úřadující prezidentce.

#### 2022–2024
Biden odsoudil ruskou invazi na Ukrajinu a podpořil vládu prezidenta Zelenského. V roce 2022 poskytla Bidenova administrativa Ukrajině vojenskou pomoc ve výši 113 miliard dolarů. V dubnu 2024 Biden schválil dalších 61 miliardy dolarů na vojenskou pomoc Ukrajině ve válce s Ruskem.

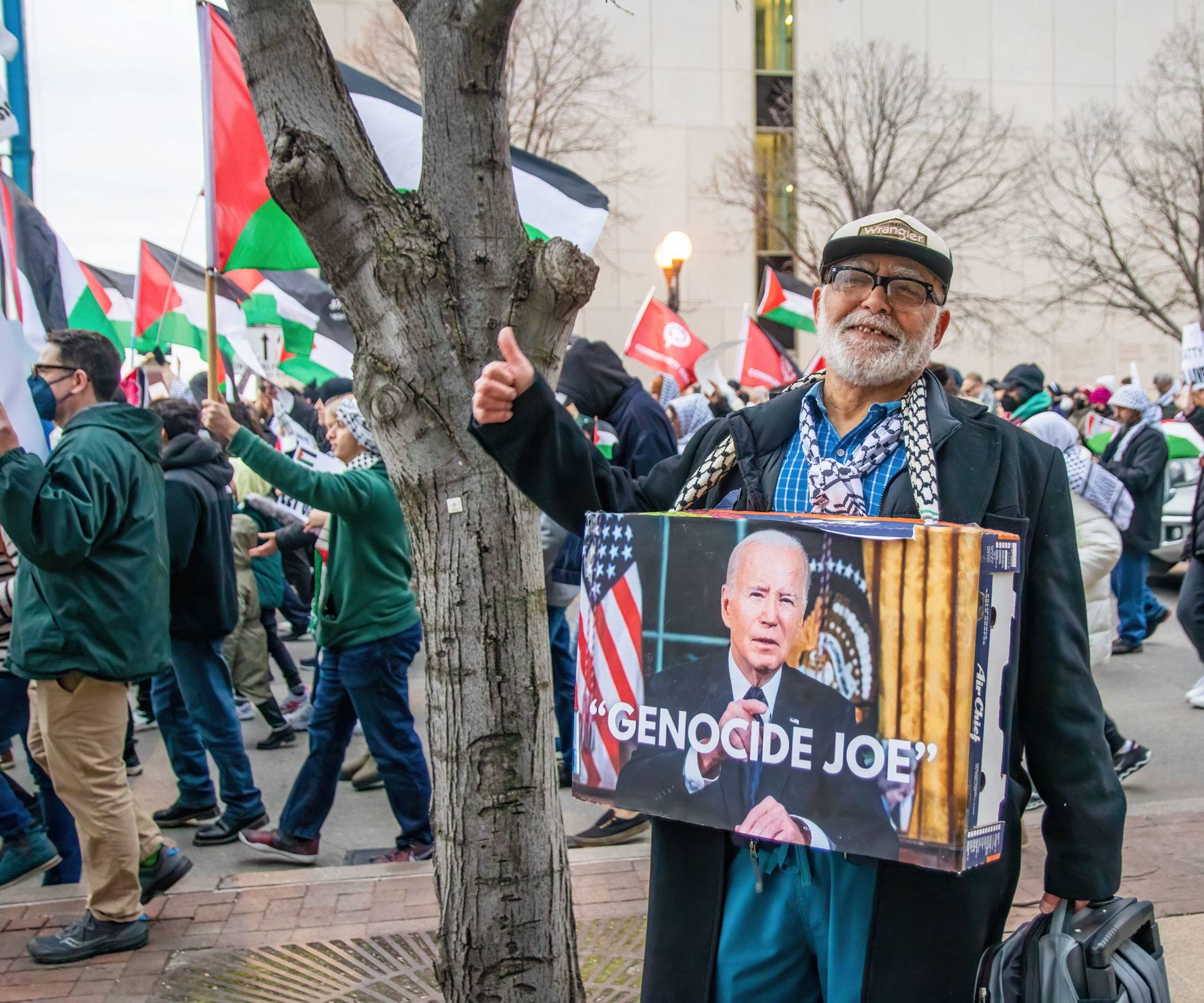
Část Američanů začala Bidena přezdívat „Genocidní Joe“ pro jeho podporu Izraele ve válce v Gaze.

Ve fiskálním roce 2022 byl více než jednomu milionu přistěhovalců (z nichž většina vstoupila do Spojených států v rámci slučování rodin) udělen trvalý pobyt ve Spojených státech. Většinou se jednalo o lidi z Latinské Ameriky a Asie. Legální imigrace do Spojených států se tak vrátila do stavu před pandemií covidu-19, kdy Spojené státy každoročně přijímaly okolo jednoho milionu imigrantů.
Přestože Biden sliboval ve své předvolební kampani, že po ázerbájdžánském útoku na arménskou enklávu Náhorní Karabach v září 2020 ukončí americkou vojenskou pomoc Ázerbájdžánu, tak jeho administrativa ve vojenské pomoci pokračovala a nesnažila se zabránit blokádě Karabachu ze strany Ázerbájdžánu, po které následoval další ázerbájdžánský útok v září 2023 a vyhnání většiny Arménů z Náhorního Karabachu.
Biden podpořil Izrael ve válce s Hamásem na území Pásma Gazy. Dne 24. dubna 2024 schválil vojenskou pomoc Izraeli ve výši 17 miliard dolarů. Dodávky amerických zbraní zahrnovaly bomby Mark 84, jejichž používání izraelskou armádou vedlo k vysokému počtu civilních obětí v Gaze.
Dne 13. listopadu 2023 podala americká organizace Center for Constitutional Rights jménem Palestinců ve Spojených státech a v Gaze u federálního soudu žalobu na administrativu prezidenta Bidena a obvinila ho ze spoluúčasti na údajné genocidě Palestinců v Pásmu Gazy.

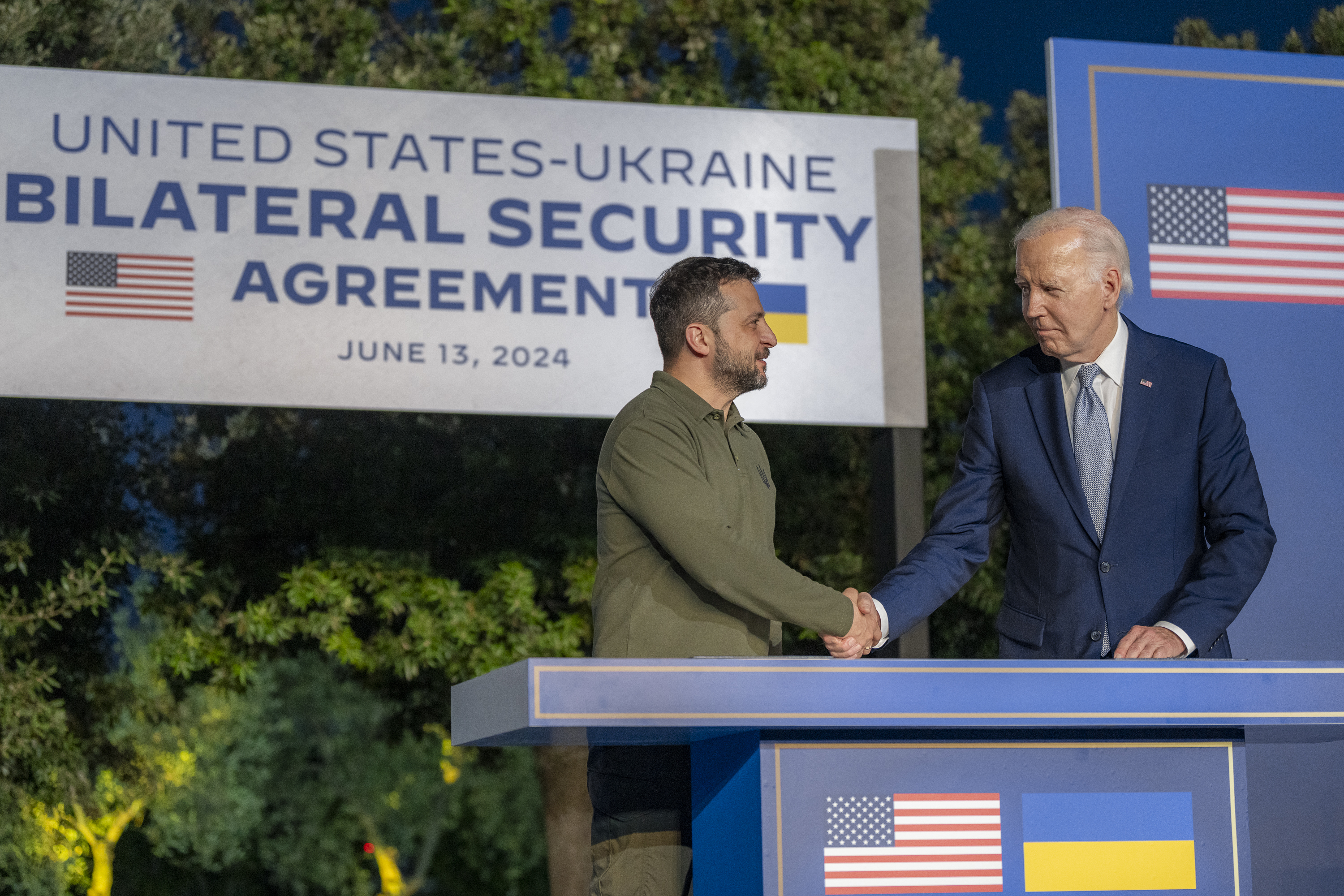
Biden a ukrajinský prezident Volodymyr Zelenskyj v červnu 2024

Podle několika ruských zdrojů navázal ruský prezident Vladimir Putin v roce 2023 neoficiální spojení se Spojenými státy přes arabské prostředníky a nabídl příměří na Ukrajině a zmrazení války na tehdejších frontových liniích, ale Bidenova administrativa jeho návrh odmítla. Bidenův poradce pro národní bezpečnost Jake Sullivan měl v lednu 2024 informovat Putinova poradce pro zahraniční politiku Jurije Ušakova, že Spojené státy nebudou jednat s Ruskem o příměří na Ukrajině bez účasti ukrajinské vlády. Informaci o Putinově pokusu dojednat s Bidenovou administrativou konec bojů na Ukrajině získal The New York Times také z amerického zdroje.
Dne 31. října 2023 ministr vnitřní bezpečnosti Alejandro Mayorkas uvedl během slyšení před senátním výborem pro vnitřní bezpečnost, že během fiskálního roku 2023 překročilo americko-mexickou hranici nelegálně do Spojených států více než 600 000 lidí. Bidenova administrativa se dostala do sporu se státem Texas, který se snažil čelit migrační krizi na texasko-mexické hranici stavbou bariéry ze žiletkového drátu a nasazením příslušníků texaské národní gardy na ochranu hranic. Národní garda Texasu se snažila bránit federálním pohraničníkům, aby žiletkový plot na hranici odstraňovali, a Texas podal na Bidenovu vládu žalobu u federálního soudu.
Během Bidenovy vlády se zhoršila tzv. opioidová epidemie sužující Spojené státy. Během 12 měsíců před 31. lednem 2023 došlo ve Spojených státech k přibližně 109 600 úmrtím souvisejícím s předávkováním léky, umíralo tedy průměrně 300 lidí za den. Předávkování fentanylem a dalšími drogami je nejčastější příčinou smrti u osob mladších 50 let. Bidenova administrativa uvalila sankce na síť výrobců a distributorů fentanylu se sídlem v Číně a snažila se přimět čínskou vládu, aby proti této síti zasáhla. Zaměřila se také na boj s mexickými drogovými kartely, které pašují čínský fentanyl přes americko-mexickou hranici do Spojených států.
Bidenova administrativa tlačila koncem roku 2024 na Ukrajinu, aby snížila věk branců a začala mobilizovat mladé lidi od 18 let věku, protože podle americké administrativy Ukrajina už obdržela potřebné zbraně, ale pro další pokračování v boji musí zvýšit počet vojáků.

## Obhajoba prezidentského mandátu
Po spekulacích o Bidenově druhé kandidatuře na funkci prezidenta USA uvedl Biden v dubnu 2023 v rozhovoru pro americkou stanici NBC, že má v plánu se o post hlavy státu v listopadu 2024 opět ucházet. Oficiálně kandidaturu potvrdil 25. dubna 2023. Jedním z hlavních argumentů kritiků Joe Bidena byl jeho věk. Biden ve funkci například opakovaně zakopnul a upadl. Pokud by byl zvolen i pro druhé funkční období, opouštěl by úřad v 86 letech. Ve stranických primárních volbách byl nicméně zvolen hladce, když získal drtivou většinu hlasů téměř ve všech státech.
V červenci 2024 z boje o prezidentský úřad po několika týdnech spekulací o tom, že by se mohl nominace vzdát, a kvůli obavám Demokratické strany o jeho fyzickou a psychickou kondici po negativně hodnocené předvolební debatě s Donaldem Trumpem krátce před konáním voleb odstoupil a podpořil v kandidatuře Kamalu Harrisovou.
Poté se objevily zprávy o jeho nedobrém psychickém zdraví od prvního dne v prezidentském úřadu s výraznou progresí v posledních dvou letech v úřadu. Tiskové oddělení prý dostávalo instrukce nezařazovat do mediálních přehledů pro prezidenta články hodnotící jej negativně.
Po volbách, v nichž Harrisová prohrála, poté uvedl, že je připraven moc poklidně předat nastupujícímu prezidentovi Donaldu Trumpovi.
Dne 7. února 2025 prezident Donald Trump odebral Joeu Bidenovi bezpečnostní prověrku, čímž mu ukončil přístup k utajovaným informacím a každodenním zpravodajským brífinkům. Tento krok označil Trump jako odplatu za to, že mu Biden v roce 2021 podobně zakázal přístup k tajným informacím kvůli Trumpovu podněcování útoku na Kapitol 6. ledna téhož roku. Trump své rozhodnutí oznámil na sociální síti Truth Social s komentářem „Joe, máš padáka“. Odebrání bezpečnostních prověrek se týkalo také dalších osobností z řad demokratů, včetně bývalé viceprezidentky Kamaly Harrisové a Hillary Clintonové.

## Po prezidentství
V květnu 2025 byla Bidenovi diagnostikována agresivní forma rakoviny prostaty.

## Politické názory

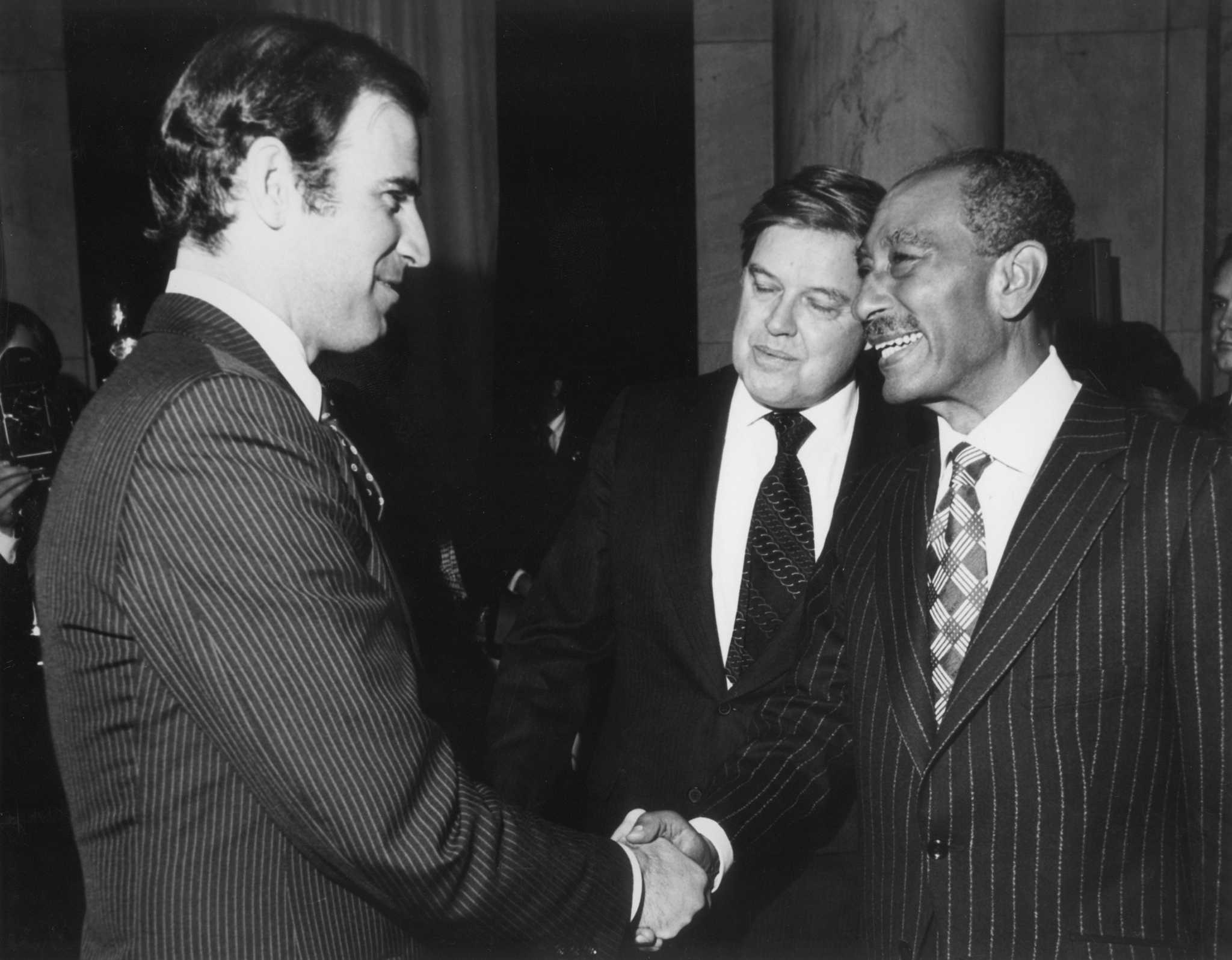
Biden a egyptský prezident Sádát v roce 1979

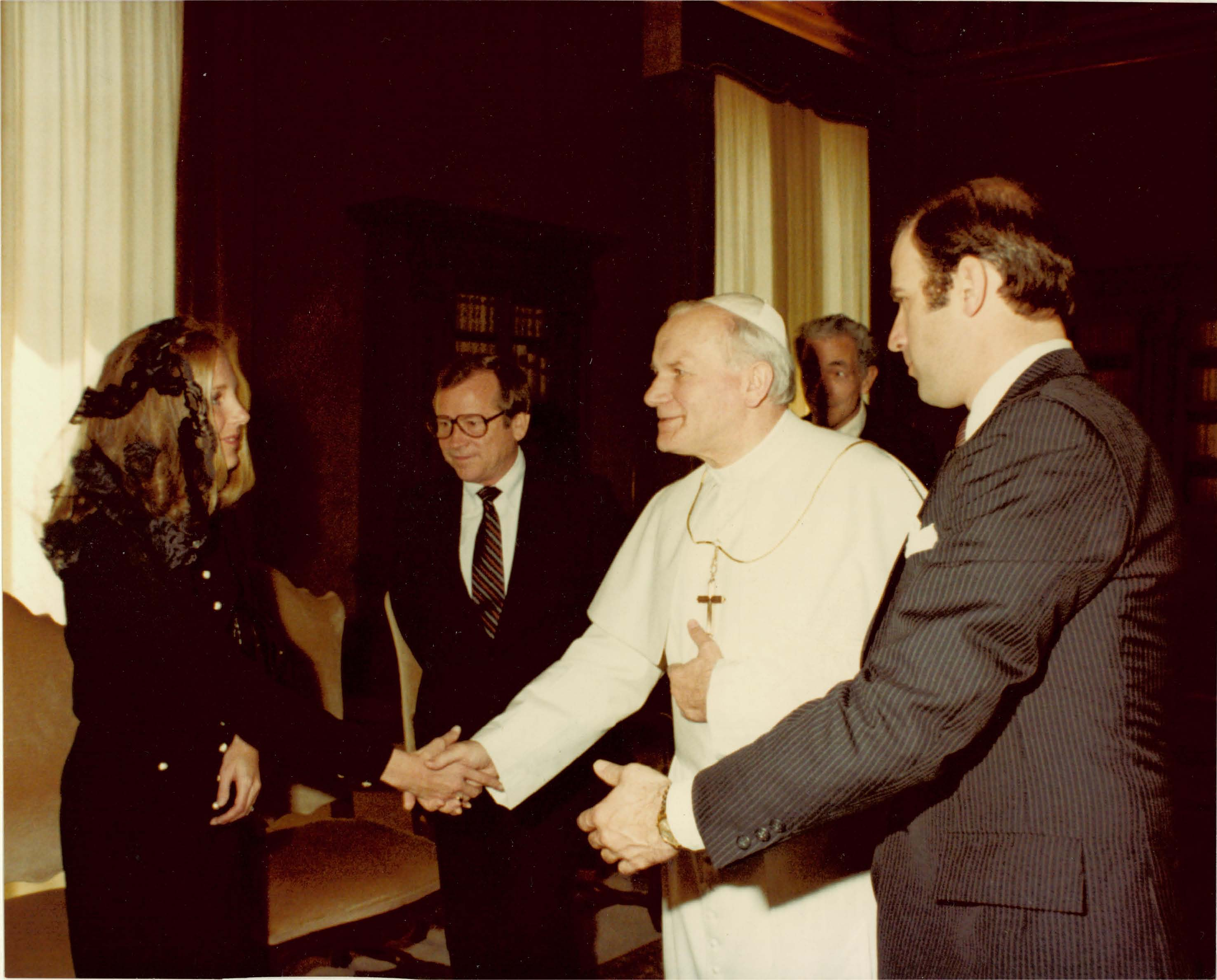
Joe Biden s manželkou Jill při setkání s papežem Janem Pavlem II., 1980

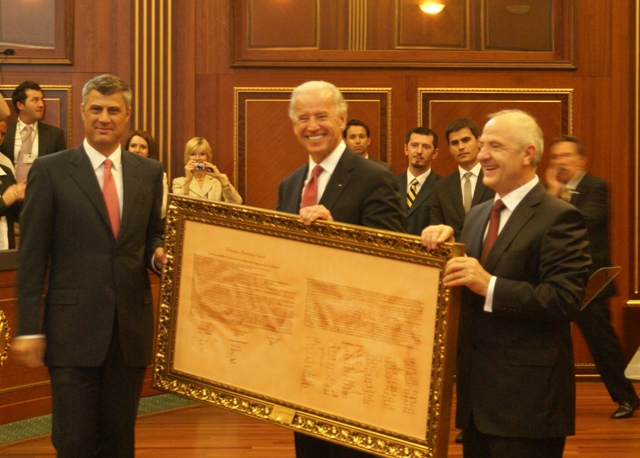
Biden a kosovský premiér Hashim Thaçi s Deklarací nezávislosti Kosova v roce 2008

Joe Biden podporuje federální financování výzkumu embryonálních kmenových buněk. V roce 1998 hlasoval proti zákazu klonování lidí. Podporuje a rozšířil by tzv. Obamacare zákon, který zvyšoval dostupnost zdravotního pojištění pro chudší vrstvy obyvatel tím, že došlo k vyplácení státních dotací na zakoupení pojištění. Pokuta za porušení zákona pro jednotlivé administrace byla k roku 2019 zrušena Donaldem Trumpem.
Biden byl tím, kdo jako první promluvil o manželství homosexuálů během kampaně za lidská práva v Los Angeles v roce 2012. Podporuje také zákon, který by zakazoval propouštět lidi kvůli jejich sexuální orientaci. Nesouhlasí s trestem smrti za homosexuální pohlavní styk, který se od dubna 2019 po zavedení islámského práva šaría uplatňuje v Sultanátu Brunej, a prohlásil, že kamenovat lidi za homosexualitu nebo nevěru je otřesné a nemorální.
Během prezidentské televizní debaty 27. června 2019 senátorka Kamala Harrisová vyčetla Bidenovi, že v minulosti spolupracoval s předními segregacionistickými politiky a byl proti rozvážení černošských dětí autobusy (tzv. desegregation busing) do veřejných škol s převahou bílých dětí v rámci politiky desegregace škol nařízené v 70. letech Nejvyšším soudem, který stanovil, že federální vláda může zavést povinnou školní autobusovou dopravu, aby byla zajištěna rasová rovnováha na amerických školách. Biden se hájil tím, že podporoval desegregaci škol prováděnou na místní úrovni, ale byl proti prosazování takové politiky federální vládou. Podporuje pozitivní diskriminaci (tzv. affirmative action), ze které benefitují historicky znevýhodněné etnické a rasové menšiny (zvláště Afroameričané a Hispánci).
Podporuje imigraci do Spojených států a chce nabídnout americké občanství jedenácti milionům ilegálních imigrantů. Zvýšil by limity pro přijímání přistěhovalců, tak aby Spojené státy ročně přijímaly 125 000 uprchlíků a žadatelů o azyl. Slíbil zastavení výstavby zdi na hranici s Mexikem, která má zabránit nelegální migraci do Spojených států. Tento slib ihned po své prezidentské inauguraci 20. ledna 2021 splnil.
V květnu 2020 Biden uvedl: „Jestli máte problém rozhodnout se, zda volit mne nebo Trumpa, pak nejste černoch“. Výrok zkritizovala poradkyně prezidenta Donalda Trumpa Katrina Piersonová, uvedla: „On si opravdu myslí, že on, 77letý běloch, má diktovat černochům, jak se mají chovat.“ Výrok byl také kritizován z řad Afroameričanů. Černošský senátor za Republikánskou stranu Tim Scott z Jižní Karolíny uvedl: „Něco tak arogantního a blahosklonného jsem už dlouho neslyšel“ a dále řekl: „Říká 1,3 milionu amerických černochů, že nejsou černoši? Kdo si sakra myslí, že je?“ 
V reakci na smrt George Floyda, s jehož rodinou se osobně setkal, Biden v projevu na jeho pohřbu volal po spravedlnosti pro George Floyda i po „rasové spravedlnosti“ ve Spojených státech. Staví se pozitivně k hnutí Black Lives Matter a odsuzuje údajný systémový rasismus, který panuje ve Spojených státech. Prohlásil, že Spojené státy pod jeho vedením budou bojovat proti nadřazenosti bílé rasy.
Joe Biden v roce 2020 uvedl, že chce ukončit plány na vrty pro ropu a zemní plyn v severních arktických oblastech Aljašky, které v tu dobu dokončovala Trumpova administrativa. Také toto předsevzetí již 20. ledna 2021 po své inauguraci uskutečnil. Biden by chtěl výrazně omezit emise oxidu uhličitého do roku 2050, USA by měly postupně omezit emise na nulu.
Biden podporuje zvýšení daní pro firmy a zpřísnění regulace podnikání oproti stavu na konci volebního období prezidenta Trumpa.
Ohledně pandemie onemocnění covid-19 je podporovatelem nošení roušek, na trasování kontaktů by najal navíc až 100 000 pracovníků a kritizoval Trumpa ze snižování závažnosti pandemie.

### Zahraniční politika

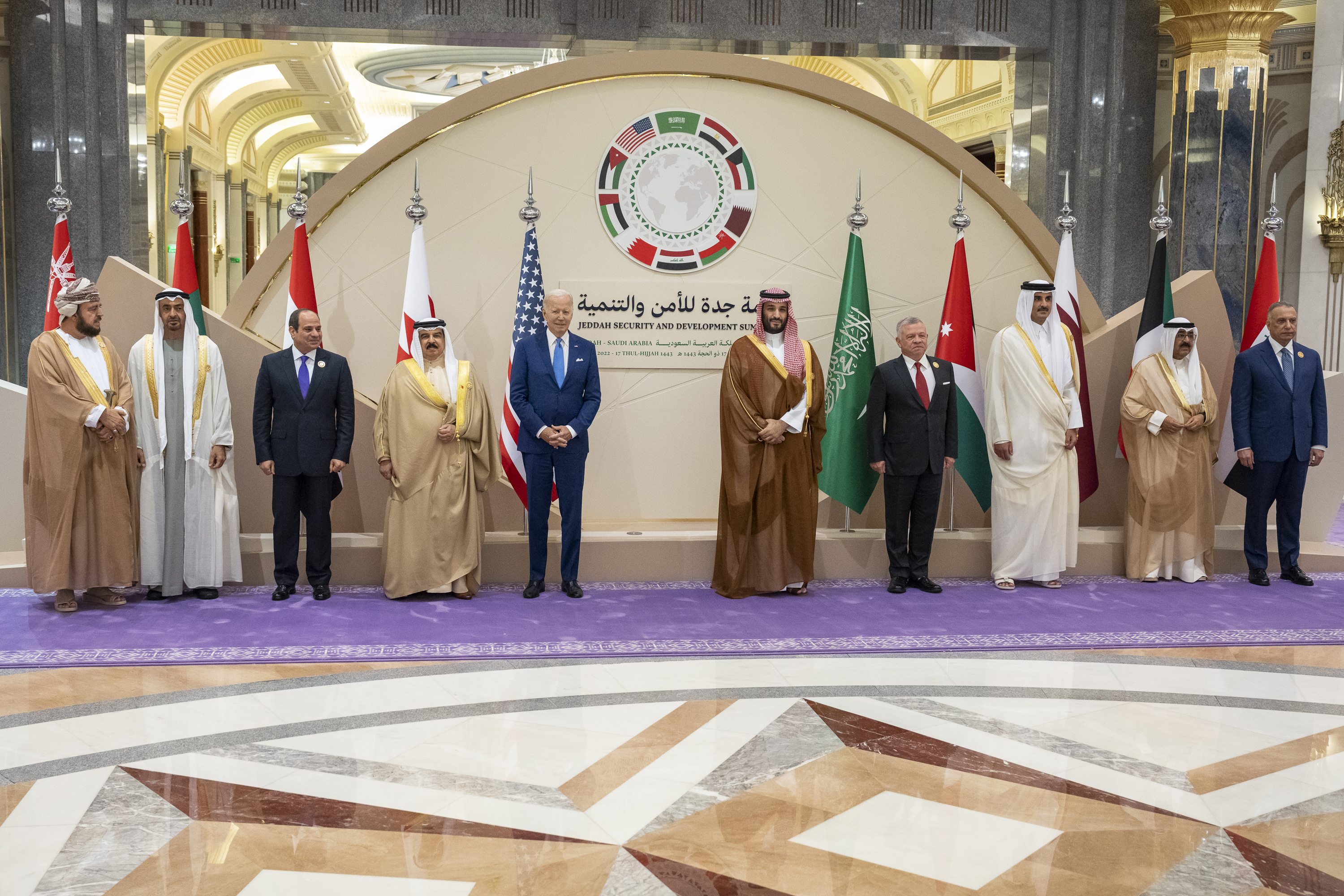
Biden, saúdský korunní princ Muhammad bin Salmán, egyptský prezident Abd al-Fattáh as-Sísí a další arabští vůdci na summitu GCC v Saúdské Arábii, 17. července 2022

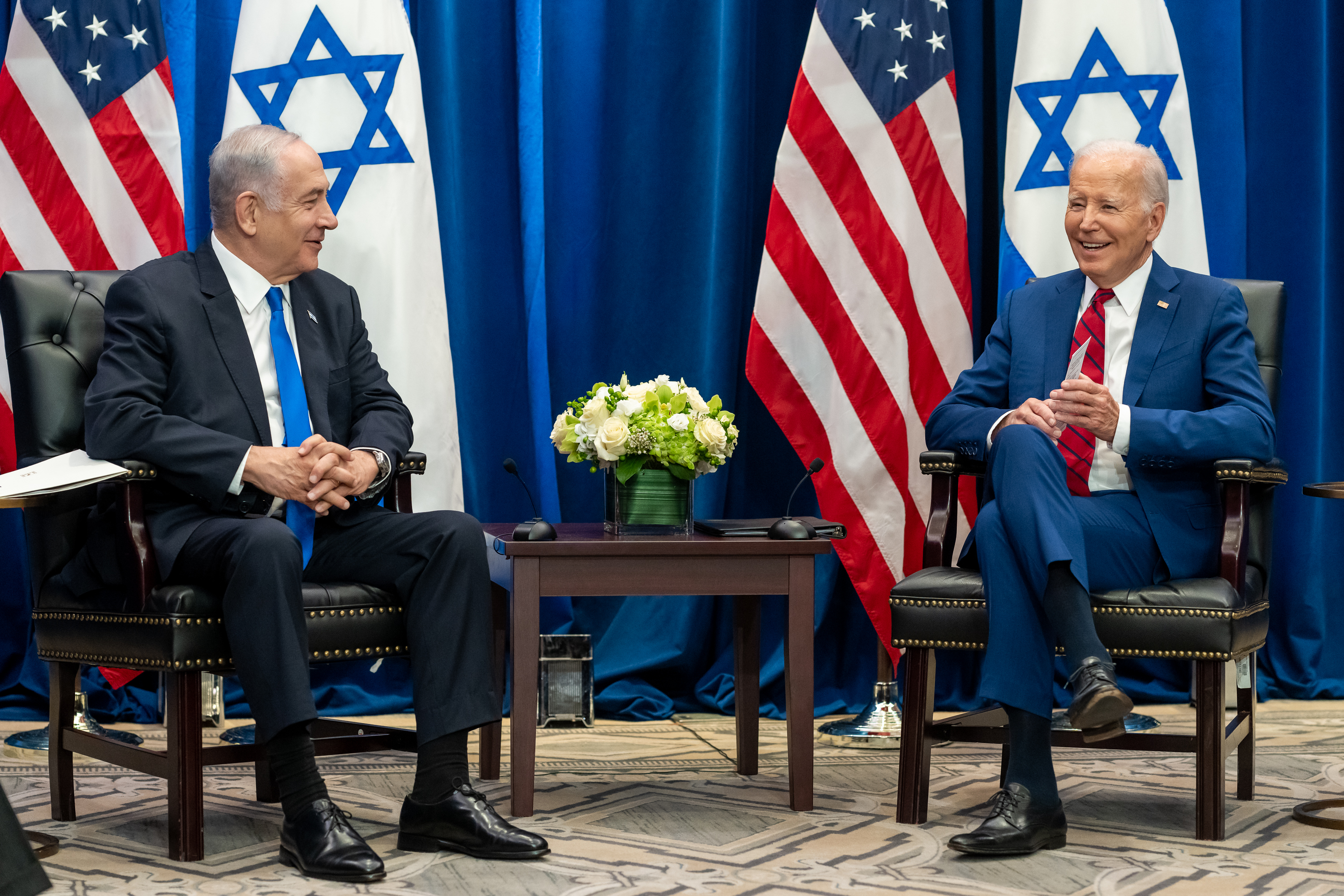
Biden a izraelský premiér Benjamin Netanjahu, 20. září 2023

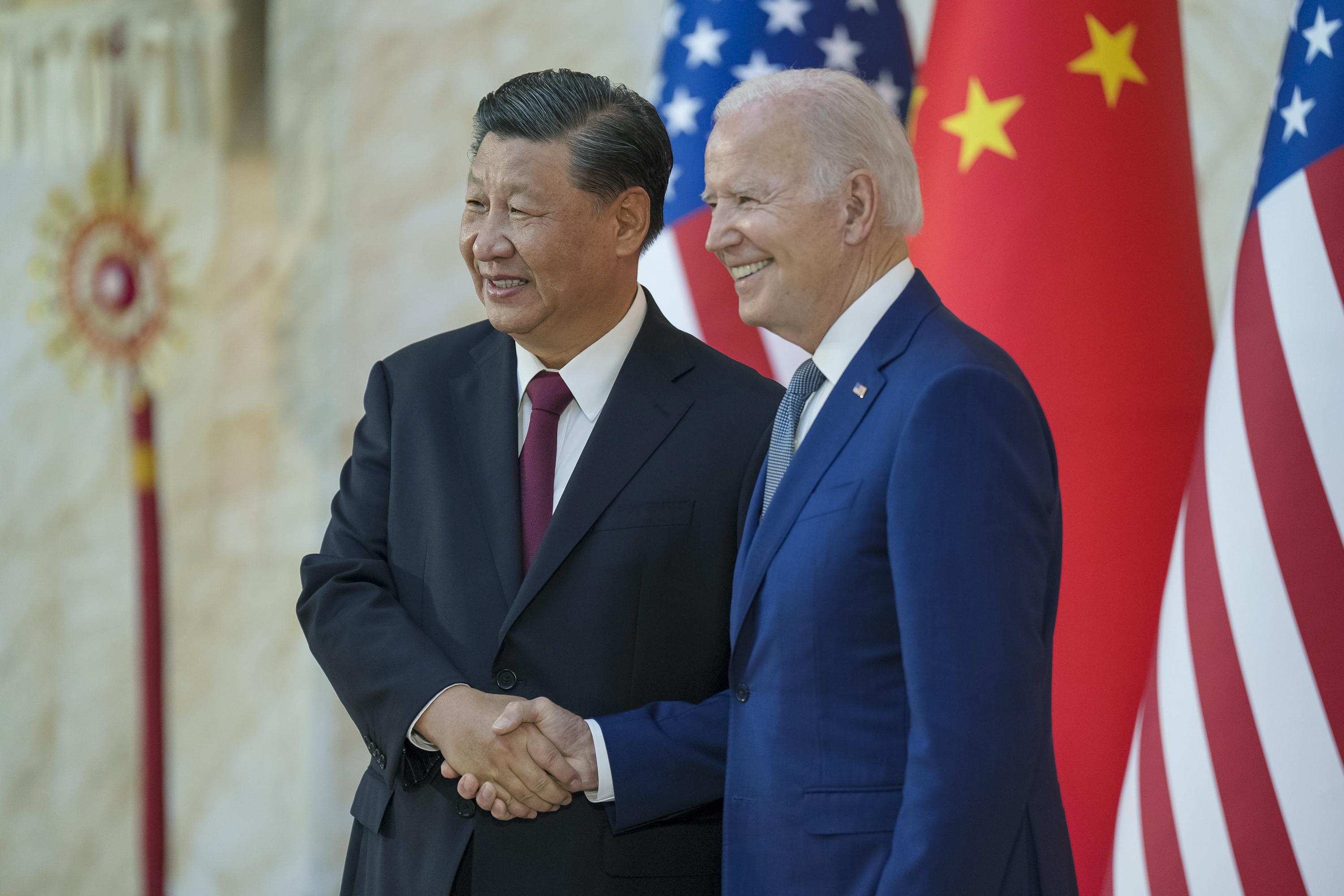
Biden a čínský prezident Si Ťin-pching na summitu G20 na Bali, 14. listopadu 2022

V roce 1999 Biden podpořil nálety NATO na Srbsko. Jako předseda zahraničního výboru amerického Senátu prohlásil 10. října 2002, že Irák vlastní zbraně hromadného ničení. V říjnu 2002 Biden hlasoval pro válku v Iráku. V roce 2011 podpořil vojenskou intervenci NATO v Libyi. Co se týče občanské války v Sýrii, obhajoval vyzbrojování protivládních povstalců.
V říjnu 2014 obvinil Turecko, Saúdskou Arábii a Spojené arabské emiráty, že v boji proti syrské vládě podporovaly teroristické organizace An-Nusrá a Al-Káida i další džihádistické radikály proudící do Sýrie z celého světa. Turecký prezident Recep Tayyip Erdoğan požadoval od Bidena omluvu a prohlásil, že pokud se neomluví, stane se pro něj Biden minulostí. Biden, který označil Erdoğana za svého „starého přítele“, se následně za svá slova o turecké podpoře islamistů Erdoğanovi omluvil. O dva roky později označil Biden tureckou nelegální Stranu kurdských pracujících (PKK), která bojuje za vytvoření nezávislého kurdského státu na území Turecka a dalších států, za „teroristickou organizaci“. Jako kandidát na prezidenta vyzval v září 2020 Turecko, aby se nezapojovalo do války v Náhornímu Karabach mezi Arménií podporovanými separatisty a Ázerbájdžánem o území Armény osídlené Náhorno-karabašské republiky, která se v době rozpadu Sovětského svazu s podporou Arménie odtrhla od Ázerbájdžánu a vyhlásila v roce 1991 nezávislost. Bidenova slova přivítali zástupci početné arménské komunity ve Spojených státech, ovšem Ázerbájdžán se nenechal odradit od postupného zostření situace, otevřené vojenské intervence a obsazení značné části náhorno-karabašského území s pomocí Turecka.
Bidenův syn Hunter Biden byl krátce po Euromajdanu na Ukrajině v roce 2014 přijat jako člen představenstva ukrajinské plynařské firmy Burisma Holdings. Firma byla na Ukrajině a ve Velké Británii vyšetřována pro podezření z korupce a tehdejší ukrajinský generální prokurátor, který korupci vyšetřoval, byl po údajném nátlaku viceprezidenta Bidena a ministra zahraničí Johna Kerryho na vládu prezidenta Petra Porošenka z důvodu očisty prokuratury odvolán ze své funkce. Vyšetřování bylo později kvůli nedostatku důkazů britským soudem zastaveno.
Joe Biden akceptoval rozhodnutí Trumpovy administrativy přesunout americké velvyslanectví v Izraeli z Tel Avivu do Jeruzaléma. Těsně před prezidentskými volbami roku 2020 prohlásil Biden, že Spojené státy by mohly obnovit jadernou dohodu s Íránem, což se nakonec nestalo. Biden ostře odsoudil hnutí BDS, které se snažilo zvýšit ekonomický a politický tlak na Izrael. Bidenův tehdejší zahraničněpolitický poradce Antony Blinken prohlásil, že Biden nezastaví americkou vojenskou pomoc Izraeli, ani kdyby Izrael anektoval část okupovaného západního břehu Jordánu, který by mohl být jádrem budoucího státu Palestina.
Od Bidena se očekávalo, že by mohl snadněji vyjednat dohody s Čínou. V roce 2000 jako senátor podporoval vstup Číny do Světové obchodní organizace (WTO) a její otevření se mezinárodnímu trhu. Zrušil by jednostranná cla na Čínu. Ještě jako viceprezident USA odletěl v prosinci 2013 na oficiální návštěvu do Číny na palubě vládního letadla Air Force Two společně se svým synem Hunterem, který se stal spoluzakladatelem BHR Partners, čínsko-americké investiční firmy mající podporu státem vlastněné Bank of China a investující v mnoha čínsko-amerických projektech. V souvislosti s tím někteří kritici upozorňovali na možný střet zájmů. V květnu 2019 čelil jako soukromá osoba kritice ze strany republikánů i některých demokratů, když prohlásil, že Čína pro Spojené státy nepředstavuje hrozbu a konkurenci, ale později během kampaně před volbou prezidenta USA 2020 byl vůči Číně kritičtější a snahu čínské vlády o kulturní převýchovu Ujgurů a dalších muslimských menšin v čínském Sin-ťiangu označil za genocidu.

## Kontroverze
V počátečních fázích kampaně na prezidenta v roce 2019 byl Biden několikrát obviněn, že se nevhodně dotýká cizích žen a dětí. Sám sebe označil za „dotykového politika“ a připustil, že mu to přináší problémy. Některé postižené ženy si na jeho chování stěžovaly. Předsedkyně Sněmovny reprezentantů Nancy Pelosiová v dubnu 2019 prohlásila, že Biden by měl pochopit, že „osobní prostor je důležitý“.
V březnu 2019 bývalá členka nevadského státního shromáždění, Lucy Flores, obvinila Bidena, že během jednoho kampaňového shromáždění v Las Vegas v roce 2014 k ní Biden přišel zezadu, položil ruce na její ramena, přičichl si k jejím vlasům a políbil ji bez jejího souhlasu na temeno hlavy. Amy Lapos, bývalá poradkyně kongresmana Jima Himese, řekla, že se jí Biden dotkl nesexuálním, leč nepatřičným způsobem, když jí v roce 2009 přidržel hlavu, přiblížil svůj obličej k jejímu a otřel se svým nosem o její nos. Krátce nato přišly další dvě ženy s obviněními nevhodného a sexuálně sugestivního chování Joea Bidena vůči nim. D. J. Hillová řekla, že jí Biden přejížděl rukou z ramen dolů po zádech a Caitlin Caruso vypověděla, že jí Biden položil ruku na stehno. Na začátku dubna 2019 se ozvaly další tři ženy, které vypověděly, že se jich v minulosti Joe Biden dotýkal nevhodným způsobem a prokazoval jim „nechtěnou náklonnost“.
V roce 2019 prohlásila Tara Readeová, která byla v roce 1993 praktikantkou v jeho týmu, že se jí Biden v té době několikrát nevhodně dotýkal na ramenou a krku. V roce 2020 navíc připojila tvrzení, že na ni Biden v roce 1993 v prázdné místnosti ve Washingtonu sexuálně zaútočil. Biden, který v minulosti vyjadřoval podporu hnutí #MeToo a v souvislosti s obviněním soudce Nejvyššího soudu Bretta Kavanaugha prohlásil, že by se napadeným ženám mělo věřit, toto obvinění vždy popíral. Readeová je Bidenovými stoupenci považována za nespolehlivého svědka, protože v minulosti nepravdivě vypovídala o své minulosti a je podezřelá, že lhala pod přísahou. Několik svědků ale potvrdilo, že s nimi Readeová v minulosti o sexuálním útoku mluvila.

## Biden a Česko
Joe Biden navštívil Prahu v srpnu 1977 jako člen senátního výboru pro zahraniční vztahy. Společně s pěti kongresmany Sněmovny reprezentantů navštívil Památník Lidice, Památník Terezín a byl přijat místopředsedou Federálního shromáždění Jánem Markem.
Ve funkci viceprezidenta přijel na návštěvu Česka 22. října 2009. Setkal se s prezidentem Václavem Klausem a premiérem Janem Fischerem. Návštěva se uskutečnila měsíc po oznámení americké vlády, že odstoupila od záměru umístit vojenský radar v Brdech. Biden a Fischer po společném jednání oznámili, že Česko se bude podílet na nové koncepci americké protiraketové obrany v Evropě. Bývalý premiér Mirek Topolánek s Bidenem jednal o české účasti ve válce v Afghánistánu a o česko-amerických smlouvách ve vědě a výzkumu.

## Vyznamenání

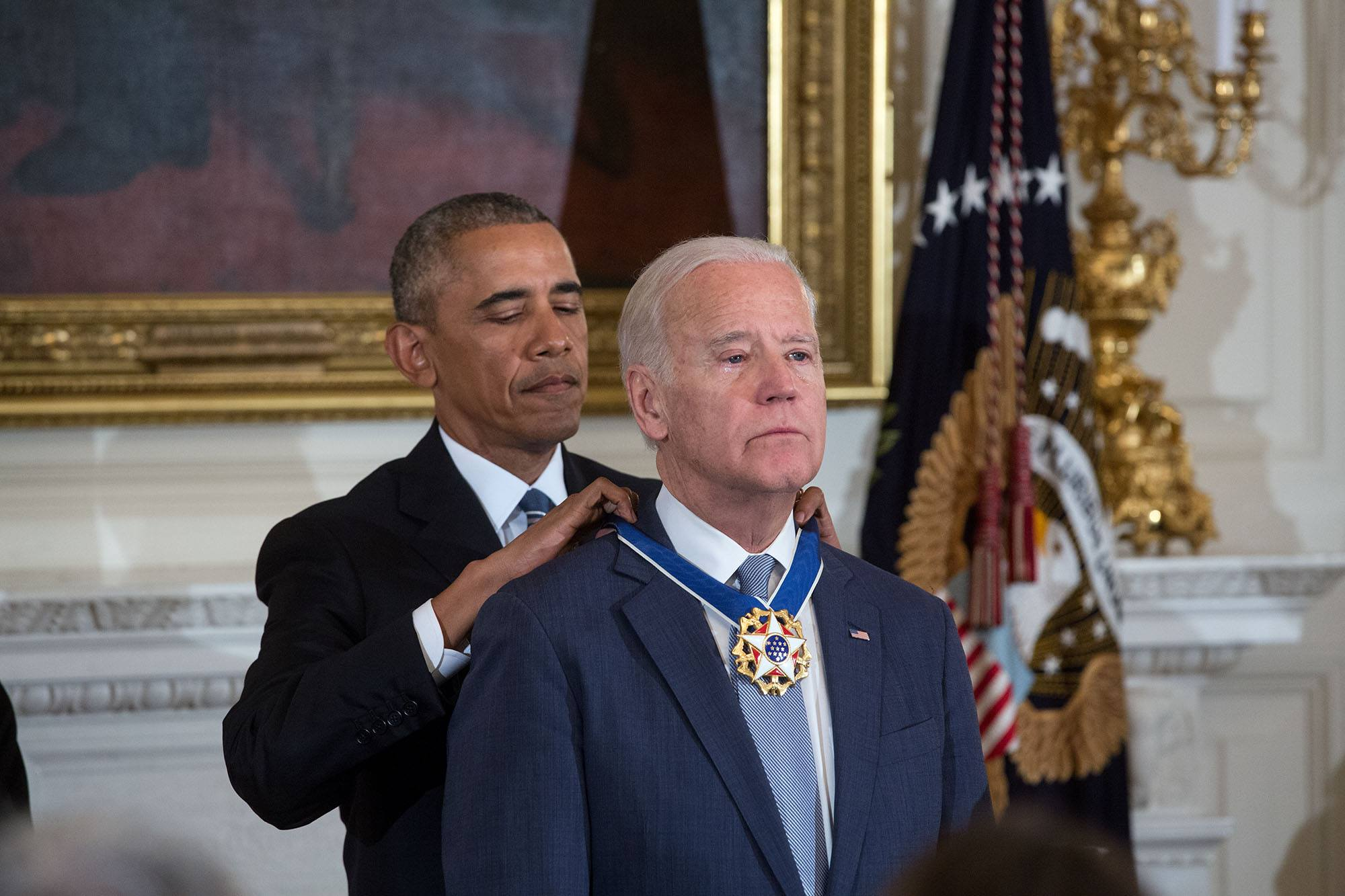
Joe Biden získává od prezidenta Obamy Prezidentskou medaili svobody s vyznamenáním, 2017

- Řád kříže země Panny Marie I. třídy (Estonsko, 5. února 2004)[197]
- Vítězný řád svatého Jiří (Gruzie, 22. července 2009)[198]
- velkodůstojník Řádu tří hvězd (Lotyšsko, 21. února 2006)[199]
- Řád Pákistánu (Pákistán, 2009)
- Řád svobody (Ukrajina, 2017)[200]
- Prezidentská medaile svobody s vyznamenáním (USA, 12. ledna 2017)
- Záslužný řád Spolkové republiky Německo, velkokříž speciální třídy (Německo, 18. října 2024)[201]